# Longyearbyen

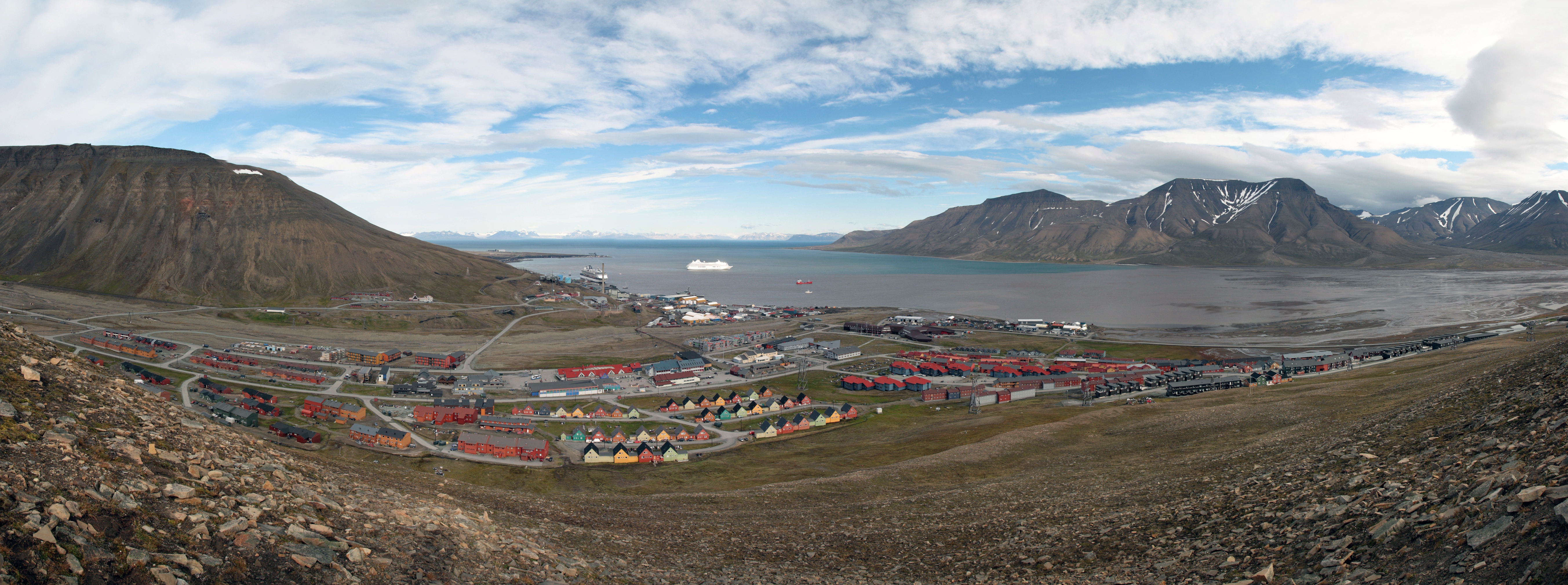
Blick auf Longyearbyen im Juli 2011

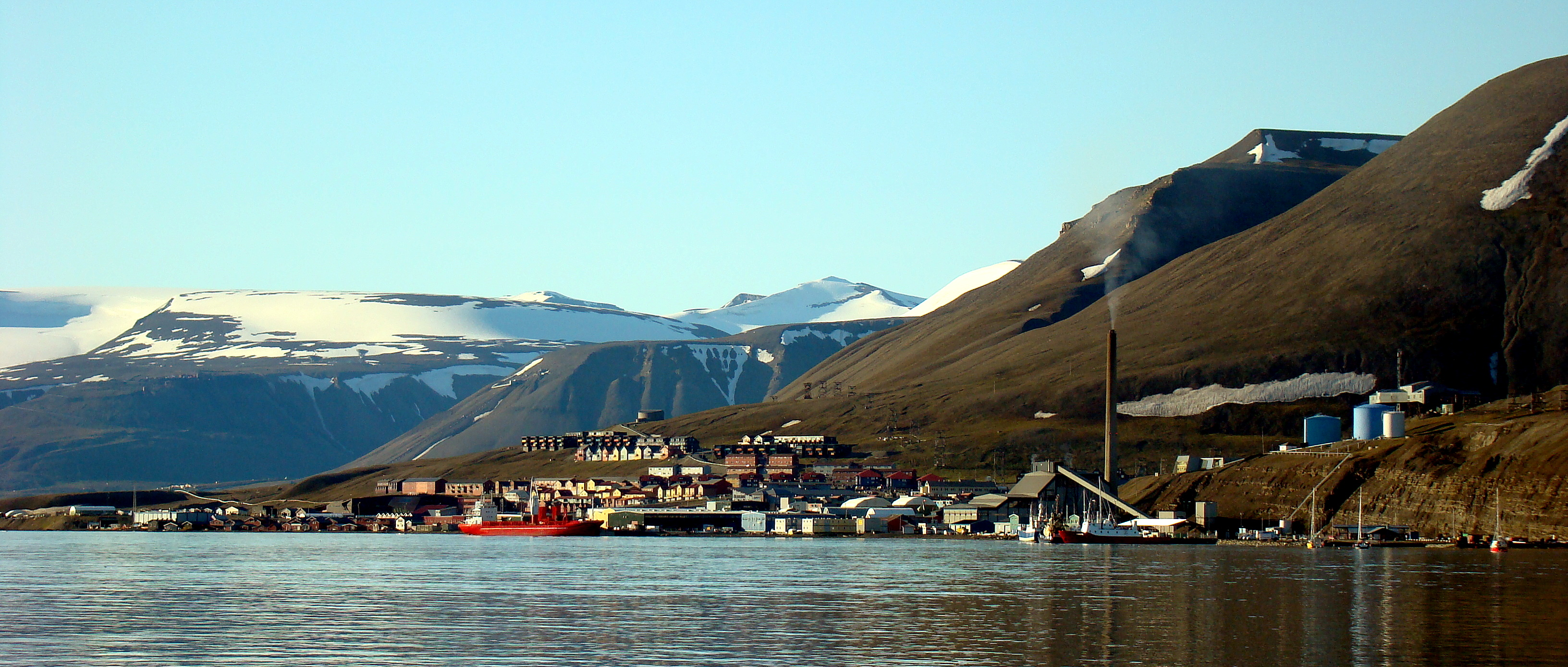
Longyearbyen aus Nordwesten

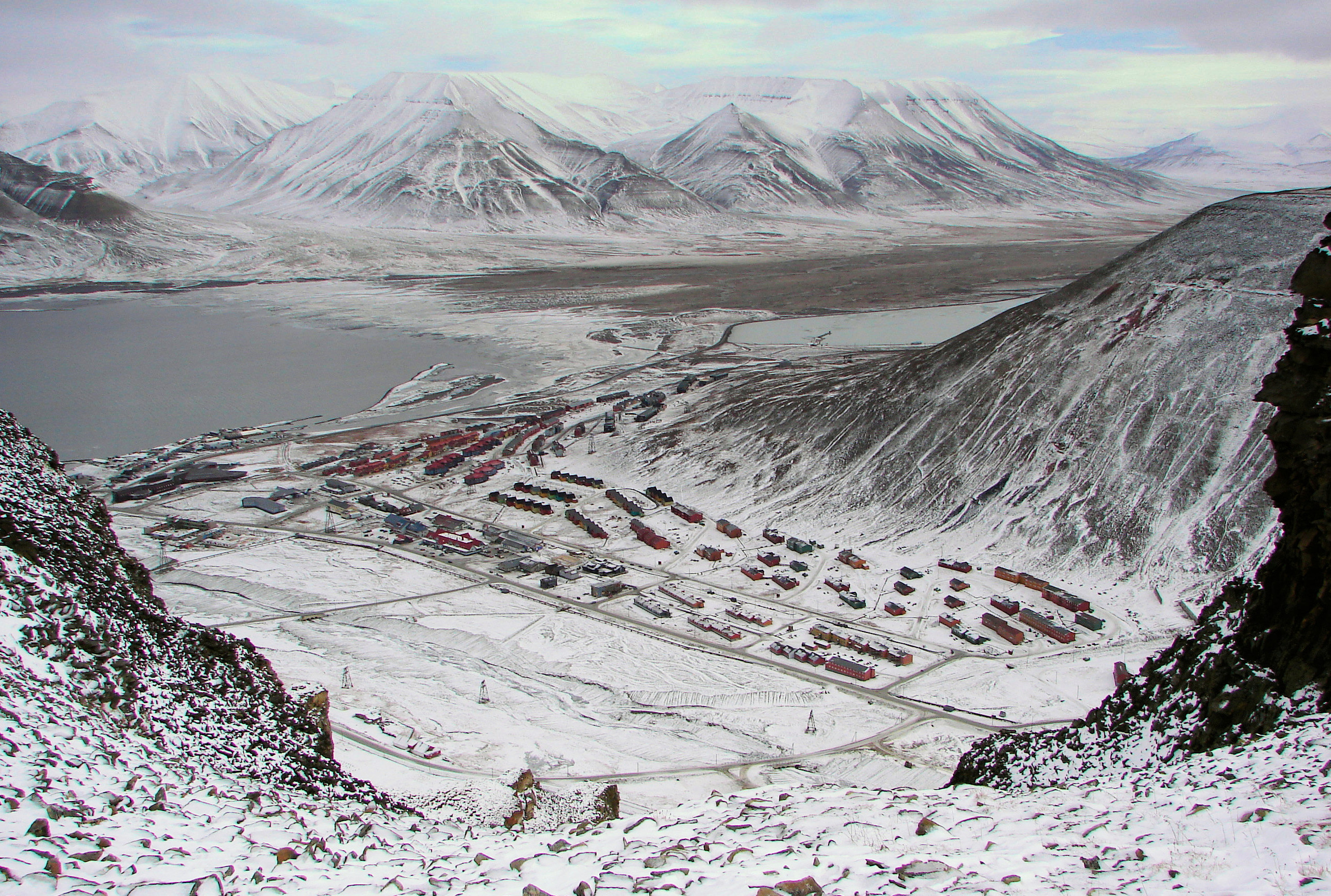
Blick über Longyearbyen ins Adventdalen

Longyearbyen [⁠ˈlɔŋjiːrbyːən⁠] ist der größte Ort und das Verwaltungszentrum der von Norwegen verwalteten Inselgruppe Spitzbergen (norwegisch Svalbard) im arktischen Eismeer und einer der nördlichsten Orte der Erde. Es liegt auf der gleichnamigen Hauptinsel Spitzbergen am Adventfjorden.
Longyearbyen wurde 1906 vom US-amerikanischen Unternehmer John Munroe Longyear als Bergarbeiterstadt gegründet. Im Jahr 1943 wurde der Ort von der deutschen Wehrmacht zerstört und nach dem Zweiten Weltkrieg wieder aufgebaut.
Longyearbyen lebt vor allem vom Tourismus und der Forschung. Unter anderem befinden sich dort eine Außenstelle des norwegischen Polarinstitutes (NPI) und das UNIS, ein Projekt norwegischer Universitäten, sowie das Svalbard Global Seed Vault, ein Langzeit-Lager für Saatgut.
Longyearbyen verfügt über eine moderne Infrastruktur mit diversen Geschäften, Kneipen, Restaurants, Kindergärten, einer Schule, einem Schwimmbad, einem Kino, einer Tankstelle und einem Hafen. Das Straßennetz ist nur etwa 40 Kilometer lang und stellt keine Verbindung zu einem der anderen Orte auf Spitzbergen her. Schneemobile und Boote sind daher die Hauptfortbewegungsmittel.
Longyearbyen ist für die meisten Touristen das Eingangstor nach Spitzbergen und hat daher ein relativ gutes Hotel- und Gastronomieangebot. Die Stadt wird als Startpunkt für Ausflüge und Exkursionen in die Umgebung genutzt, wie z. B. für Wanderungen auf den Hausberg mit Blick über die Stadt und den Fjord. Im Winter werden Touren mit Schneemobilen und Hundeschlitten angeboten.
Zum Flughafen Longyearbyen gibt es regelmäßige Flugverbindungen ab Oslo und Tromsø mit der Fluggesellschaft SAS Scandinavian Airlines (und zeitweise auch von Norwegian Air Shuttle), die Flugzeit ab Oslo beträgt 3:05 Stunden, ab Tromsø ca. 80 Minuten.

## Geografie

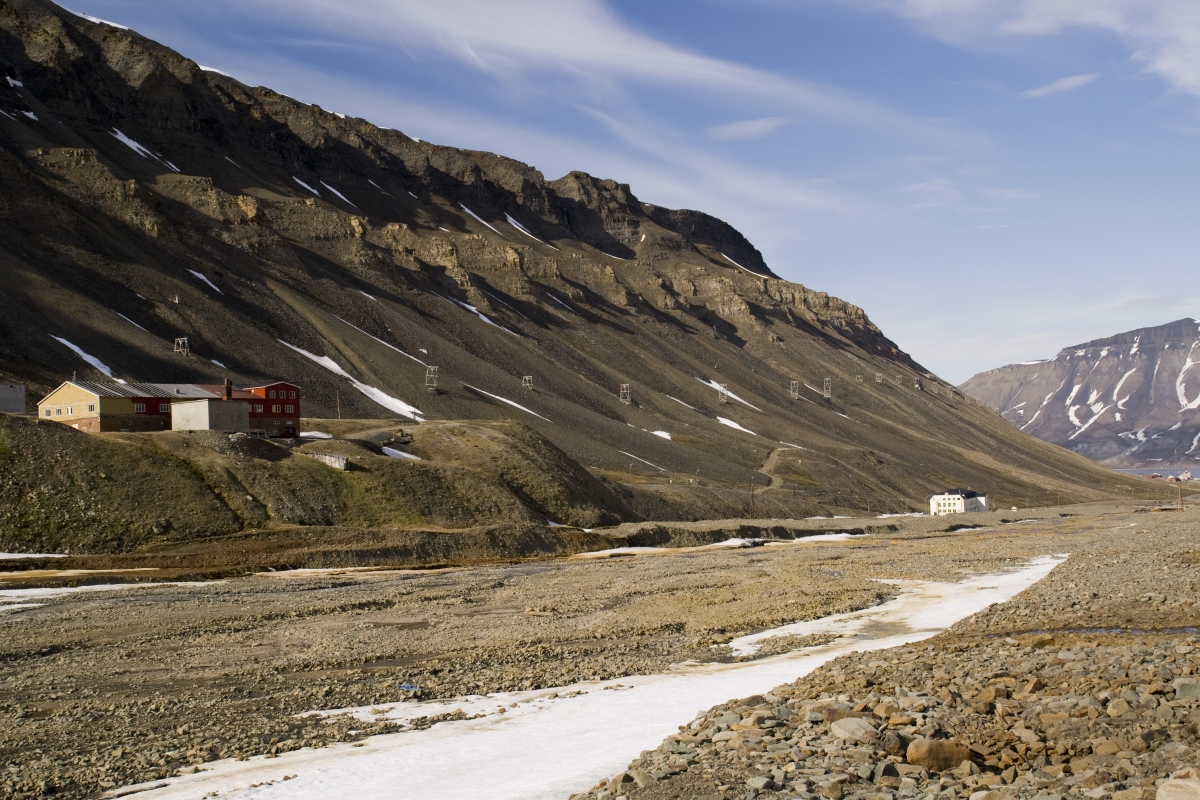
Longyeardalen

Longyearbyen liegt im Longyeardalen (Longyear-Tal) und auf beiden Seiten des Longyearelva (Longyear-Fluss) am nordöstlichen Ausgang des Adventdalen, einem Seitental des Isfjord. Die Ortschaft ist in verschiedene Quartiere aufgeteilt, die vorwiegend von der Topografie, insbesondere dem Fluss, bestimmt werden. Die Büros des Sysselmesters (Verwalter von Spitzbergen) und von Telenor finden sich in Skjæringa, die Quartiere am Ufer werden von der Zentrale der Store Norske Spitsbergen Kulkompani und dem Universitätszentrum auf Svalbard dominiert.
Die zweite größere Siedlung auf Svalbard, Barentsburg, befindet sich etwa 55 Kilometer weiter westlich nahe der Mündung des Isfjord.

## Geologie
Longyearbyen liegt im Longyeardalen, einem typischen U-Tal mit steilen Hängen und flachem Grund. Das Tal wurde während der letzten Eiszeit durch einen Gletscher gebildet. Das Longyeardalen wird noch immer durch einen Gletscher, den Longyearbreen, abgeschlossen. Auch auf Svalbard sind die Gletscher im Rückgang, besonders in den letzten hundert Jahren. Die Berge um Longyearbyen sind typische Plateauberge mit fast ebenen Gipfelplateaus aus erosionsbeständigem Gestein.
Gegen den Fjord zu ist ein deutliches Delta sichtbar, das sich aus dem Geschiebe des Flusses gebildet hat. Die Erde ist in großen Teilen von den Auswaschungen der Kohleminen schwarz gefärbt. Die Kohle, der Longyearbyen seine Existenz verdankt, ist in leicht abfallenden Flözen (2°–5°) zwischen den Gesteinsschichten der Berge eingelassen.

## Biologie

### Pflanzen

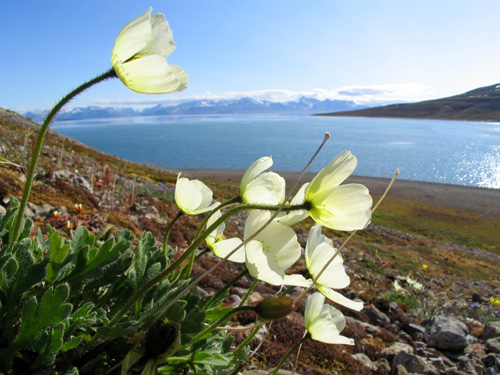
Die „Svalbardvalmue“ ist offiziell die „Staatspflanze“ Svalbards

Longyearbyen liegt an einem Fjord nahe der Westküste von Spitzbergen. Dies ist die klimatisch wärmste Region Svalbards. Hier findet sich eine große Zahl seltener oder vom Aussterben bedrohter Arten. Die biologische Vielfalt ist, verglichen mit anderen arktischen Regionen, sehr groß. Eine Untersuchung der Biodiversität in Longyearbyen wurde 2007 vom Norwegischen Institut für Naturforschung durchgeführt. Von den in Longyearbyen registrierten Arten sind 178 entweder auf der Nationalen Roten Liste oder in der Kategorie 3 (d. h. es gibt nur noch 1–4 bekannte Vorkommen auf Svalbard). Die meisten der bedrohten Arten sind Pilze (100 Arten), Flechten (44 Arten), Moose und Gefäßpflanzen.
Obwohl die Landschaft und Vegetation von Svalbard vorwiegend das Ergebnis geologischer Prozesse, des Klimas und der natürlichen Selektion ist, hatte auch der Mensch Einfluss auf die Topografie und die Vegetation in und um Longyearbyen. Die menschliche Aktivität führt zu einem erhöhten Nährstoffeintrag in die Natur. Die damit erhöhte Stickstoffzufuhr ermöglicht eine grünere Pflanzendecke, insbesondere das Wachstum des Grases.
Während des Projektes „Longyearbyen grüner“ wurde in den 1990er Jahren großflächig Gras angesät, das teilweise einheimische Pflanzen verdrängte. Seit dem Svalbard Environmental Act aus dem Jahr 2002 ist es verboten, fremde Tiere und fremde Flora, die in der Lage sind, sich selbst zu verbreiten, nach Svalbard zu importieren.

### Vögel und Säugetiere
In Longyearbyens Umgebung gibt es Svalbard-Rentiere, Svalbard-Gänse und Polarfüchse. In Longyearbyen sind drei Fuchsbaue bekannt, in Bjørndalen, Nybyen und hinter der Kirche. In den ersten zwei werden regelmäßig Füchse mit Jungtieren gesichtet, während die Baue hinter der Kirche seit den 1980er Jahren nicht mehr bewohnt zu sein scheinen. Die Fuchsjagd, vorwiegend mit Fallen, ist zeitweise erlaubt, jedoch nicht in Longyearbyen selbst. Eisbären sind in der Gegend von Longyearbyen selten, aber die Gefahr einer Begegnung besteht immer. Deshalb ist es nicht erlaubt, die Stadt ohne eine Waffe zu verlassen.
Im klaren Wasser und in den Feuchtgebieten befinden sich die Brut- und Lebensräume der Vögel.

## Klima

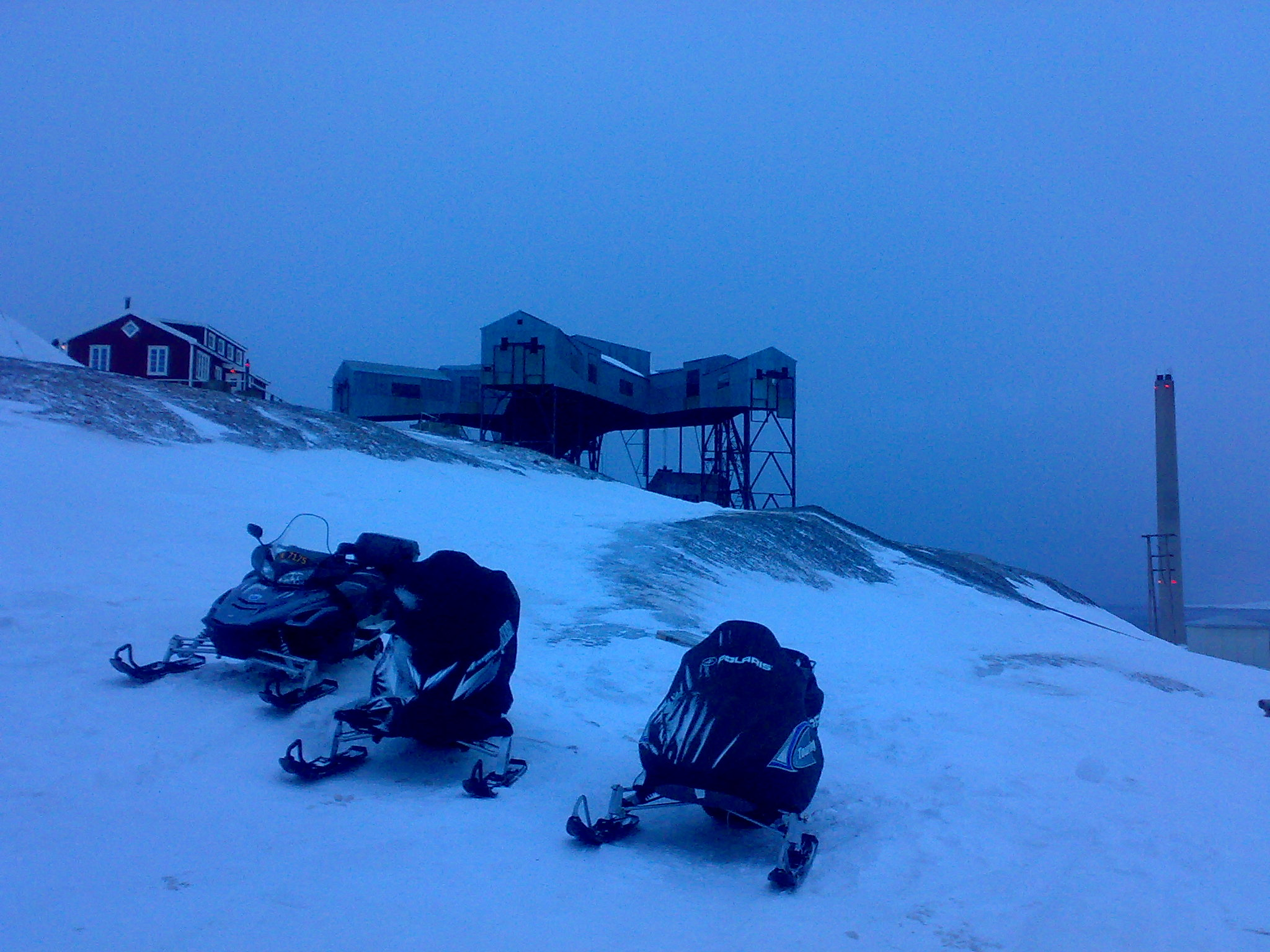
Longyearbyen, 15. April 2008 um 3 Uhr morgens

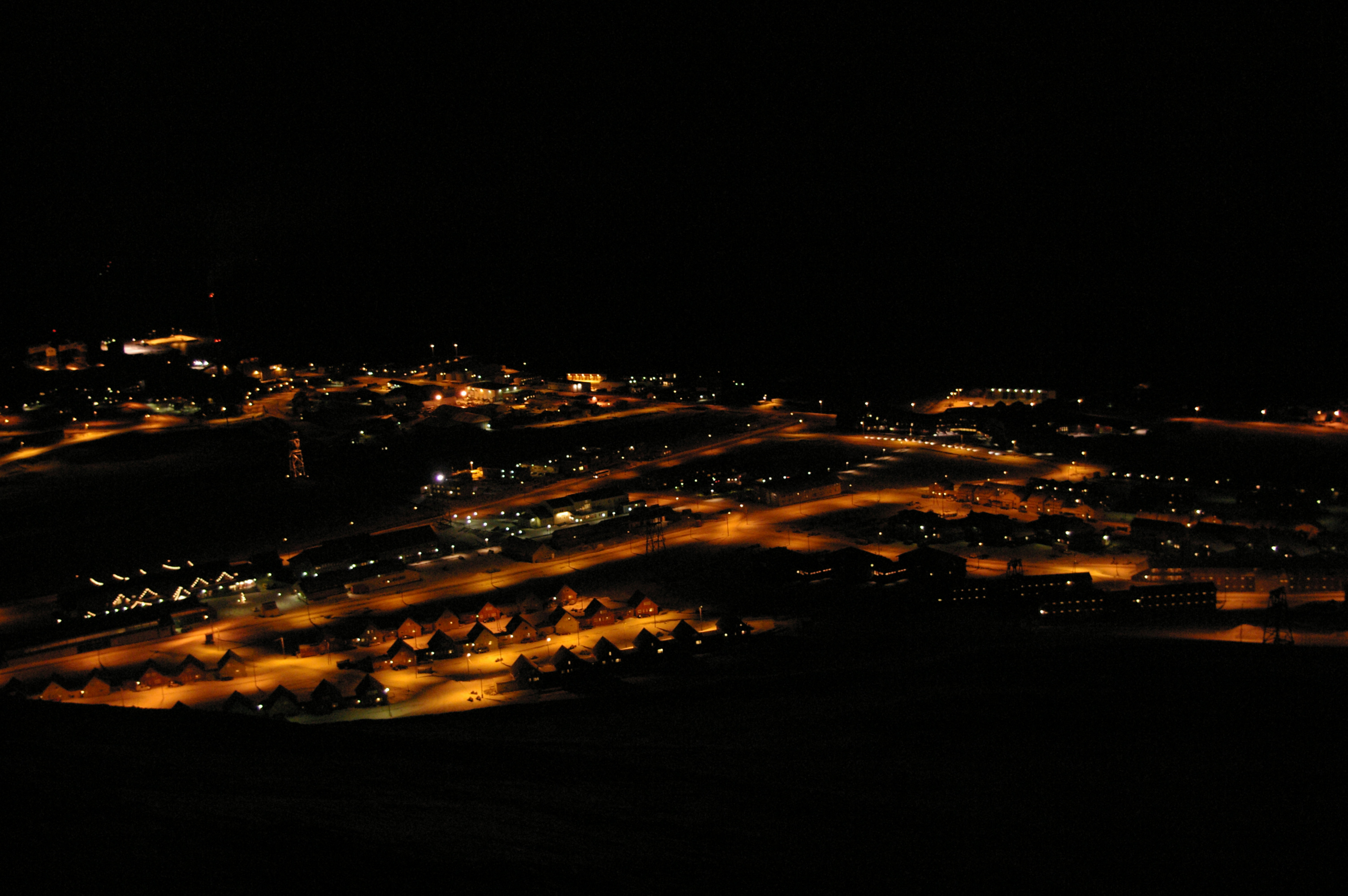
Longyearbyen in der Polarnacht

Lokale Tiefdruckgebiete und warme Atlantikströmungen wie der Golfstrom sorgen dafür, dass das Klima auf Svalbard milder ist als an den meisten Orten auf demselben Breitengrad. Die Jahresdurchschnittstemperatur in Longyearbyen ist −6,7 °C, aber die klimatischen Bedingungen sind auch innerhalb der Inselgruppe teilweise sehr unterschiedlich. Die Vegetationszeit (Temperatur über 5 °C) für die Pflanzen ist mit 70 Tagen pro Jahr relativ kurz. Im Winter ist durch teilweise starke Winde der Windchill-Effekt bei tiefen Temperaturen deutlich spürbar. Nebel ist ein typisches Phänomen im Sommer. Longyearbyen hat weniger Niederschlag als die trockensten Regionen Norwegens. Die Wetterstation am Flughafen Longyearbyen misst mit 190 mm die geringste jährliche Niederschlagsmenge Norwegens.
|                        | Jan   | Feb   | Mär   | Apr   | Mai  | Jun | Jul | Aug | Sep | Okt  | Nov   | Dez   |   |      |
| Mittl. Temperatur (°C) | −15,3 | −16,2 | −15,7 | −12,2 | −4,1 | 2,0 | 5,9 | 4,7 | 0,3 | −5,5 | −10,3 | −13,4 | ⌀ | −6,6 |
|                        |       |       |       |       |      |     |     |     |     |      |       |       |   |      |
| Niederschlag (mm)      | 15    | 19    | 23    | 11    | 6    | 10  | 18  | 23  | 20  | 14   | 15    | 16    | Σ | 190  |

|  |

|  |

|  |

|  |

|  |

|  |

|  |

|  |

|  |

|  |

|  |

|  |

|  |

|  |

|  |

|  |

|  |

|  |

|  |

|  |

|  |

|  |

|  |

|  |

Die Fjorde auf der Westseite Spitzbergens sind oftmals auch während des Winters eisfrei. Die meisten Niederschläge auf Svalbard bringen die Ostwinde von der Barentssee. Daher fällt im Südosten der Inselgruppe dreimal so viel Regen wie in Longyearbyen. Longyearbyen befindet sich auf Permafrostboden, der bis 100 m tief gefroren ist, wovon im Sommer höchstens der oberste Meter auftaut. Der Permafrost erfordert es auch, dass alle Gebäude in Longyearbyen auf Pfählen errichtet sind, damit durch die Wärmeabstrahlung der Gebäude der gefrorene Boden nicht taut und es zu strukturellen Schäden an der Bausubstanz kommt.
Die Lebensbedingungen in Longyearbyen werden besonders durch die lange Polarnacht und die Mitternachtssonne geprägt. In Longyearbyen dauert die Mitternachtssonne vom 20. April bis zum 23. August, während die Polarnacht vom 26. Oktober bis zum 15. Februar dauert. Von Ende November bis Mitte Januar ist die Polarnacht absolut, wird jedoch zeitweise von Polarlichtern erhellt.
Wie für arktisches Klima üblich, kann das Wetter sehr schnell umschlagen. Temperaturstürze um 15 oder mehr Grad in wenigen Stunden sind keine Seltenheit. Auch auf plötzlich eintretende Schneestürme sollte man vorbereitet sein.
Am 24. Juli 2020 wurde in Longyearbyen eine Temperatur von 21,7 °C gemessen. Dies ist die höchste Temperatur, seit Beginn der Aufzeichnungen, die dort bisher gemessen wurde. Im Juni 2024 wurde mit einer Durchschnittstemperatur von 6,1 °C ein neuer Juni-Temperaturrekord gemessen.

## Gesellschaft

### Religion

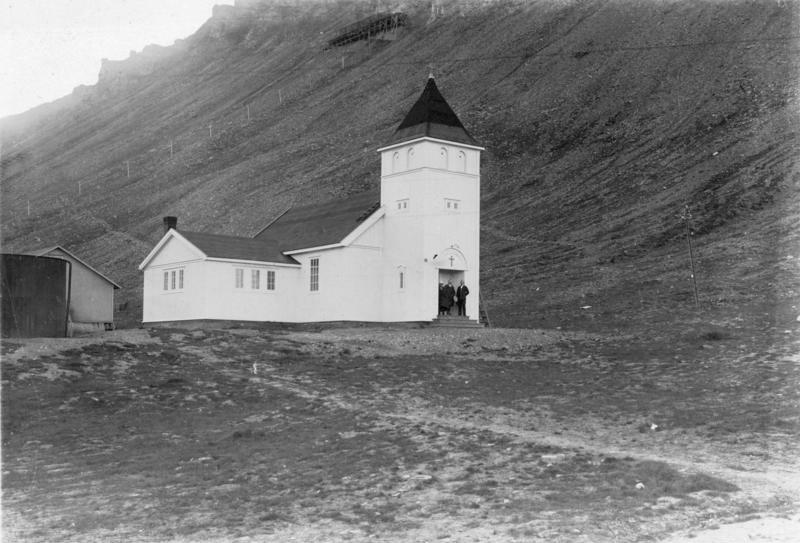
Die erste Kirche in Longyearbyen, August 1925

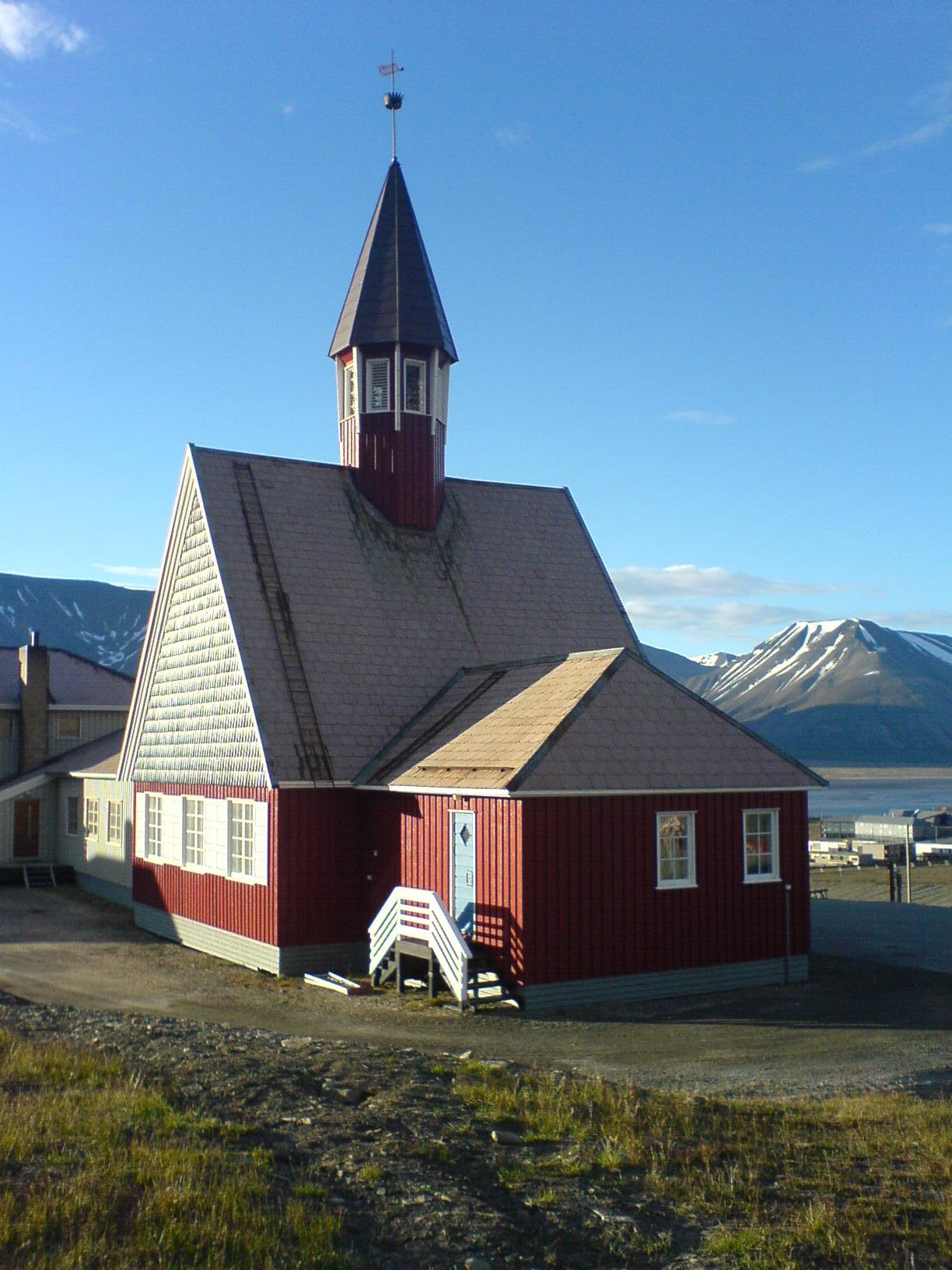
Svalbards Kirche im Sommer

In Longyearbyen befindet sich die einzige evangelische Kirche der Inselgruppe. Die Kirche wurde am 28. August 1921 geweiht, nach einer Bauzeit von nur 50 Tagen. Der offizielle Name der Kirche lautet Vår frelsers kirke på Spitsbergen (etwa: Die Kirche unseres Erlösers auf Spitzbergen). Sie wurde von der Store Norske Spitsbergen Kulkompani und der Indremisjonsselskapet gestiftet. Die Kirche wurde während der deutschen Angriffe auf Longyearbyen im Jahr 1943 zerstört und 1958 wieder aufgebaut.
Die Kirche Svalbards ist die nördlichste Kirche der Welt. 2003 besuchten durchschnittlich 69 Personen die Gottesdienste, darunter viele Touristen.
Die Kirche von Svalbard hat eine besondere Stellung unter den Kirchen Norwegens, weil sie nicht von der Norwegischen Kirche und der Gemeinde betrieben wird. Die Kirche Longyearbyens gehört dem Staat und wird durch die Polarabteilung im Justiz- und Polizeidepartement finanziert. Das Gebäude wird von der Staatsbygg finanziert. Der Bischof von Nord-Hålogaland ist für die Aufsicht und die Personalpolitik zuständig, aber alle anderen Belange werden vom Justiz- und Polizeidepartement geregelt. Da die Gesetze Norwegens nicht auf Svalbard zutreffen, gilt dies auch für die Kirchengesetze.
Die Kirche von Svalbard ist für alle Christen auf der Inselgruppe zuständig, also sowohl Katholiken, Protestanten als auch die russisch-orthodoxen Christen, die vorwiegend in der russischen Bergbausiedlung Barentsburg zu Hause sind.

### Kindergarten
Longyearbyen hat drei ordentliche Kindergärten und einen Familienkindergarten. Im Jahr 2004 besuchten insgesamt 103 Kinder diese Einrichtungen. Sie werden vom Kinder- und Familiendepartement geführt, im Gegensatz zu denen auf dem Festland, die Beiträge von den Gemeinden erhalten. Das Departement hat festgelegt, dass das Kinderfürsorgegesetz aus dem Jahr 2005 (das ebenfalls auf Svalbard keine Gültigkeit besitzt) auch hier so gut wie möglich umgesetzt werden soll.

### Ausbildung
Bereits während der ersten Jahre der Store Norske Spitsbergen Kulkompani wurde in Longyearbyen unterrichtet. Bis 1919 wurden zwischen fünf und zehn Kinder ausgebildet. Im Herbst 1920 wurde in einem kleinen Raum eine Schule eingerichtet. Ein Lehrer unterrichtete acht Schüler auf 12 m². Als 1921 die erste Kirche gebaut wurde, diente sie auch als Schulzimmer und die Unterrichtsfläche vergrößerte sich auf 20 m².
Als in den Jahren 1942–1945 die Bevölkerung von Spitzbergen evakuiert wurde, wurde damit auch die Schule verlegt und der Unterricht fand in einer Burg in Großbritannien statt. Als nach dem Krieg die Leute zurückkehrten, war die Schule genauso wie der Rest der Stadt niedergebrannt. Die Schule wurde dann in einem Provisorium eingerichtet. Im Jahr 1951 bekam die Schule zwei Räume im neuen Gemeindeversammlungsgebäude. Im Jahr 1971 wurde im Ortsteil Haugen, in der Mitte des Longyeartales, ein neues Schulhaus eröffnet. Im Jahr 1976 ging die Verantwortung für die Schule von der Store Norske Spitsbergen Kulkompani an den Staat über.
Am 1. Januar 2007 ging die Verantwortung für die Schule an die Lokalverwaltung Longyearbyens über. Die Schule unterhält Primar- und Sekundarschulklassen.

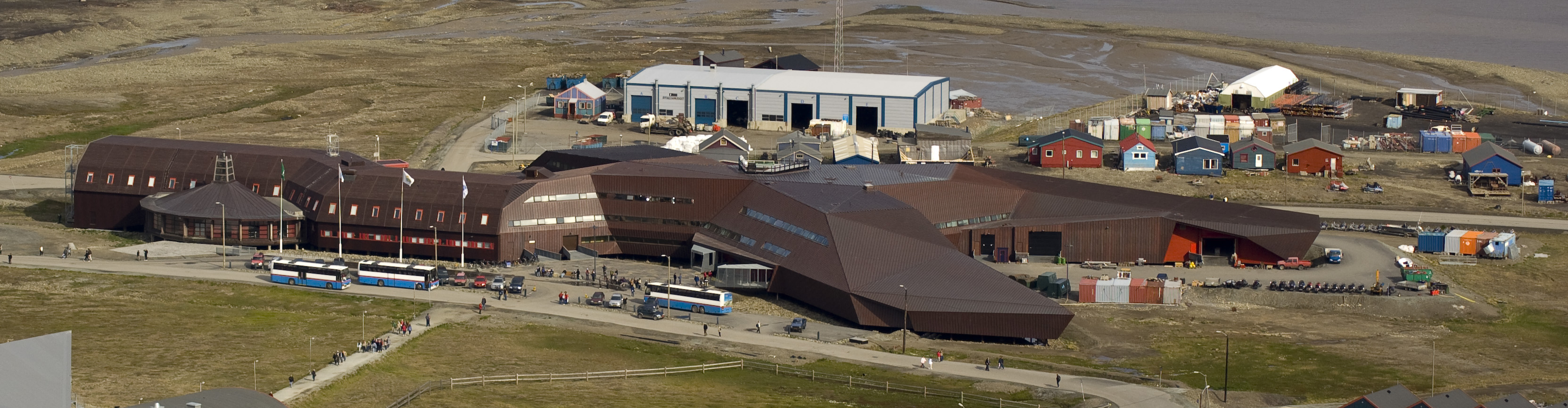
UNIS, das Forschungs- und Bildungszentrum in Svalbard

Im Herbst 1993 wurde das University Centre in Svalbard (UNIS) eröffnet, aber dies ist keine eigenständige Universität, sondern wird als Stiftung durch die Universitäten von Oslo, Bergen, Trondheim und Tromsø betrieben. UNIS ist die nördlichste höhere Lehranstalt der Welt. Hier werden Bachelor- und Master-Studiengänge in arktischer Biologie, arktischer Geologie, arktischer Geophysik und in arktischer Technologie angeboten.
UNIS hat ein sehr internationales Profil. Für die Studierenden, die kein Norwegisch verstehen, werden alle Kurse auf Englisch angeboten. Die Universität unterrichtet 350 Studierende, die Hälfte davon stammt aus Norwegen, ein weiteres Viertel aus skandinavischen Staaten. Im April 2006 zog die Universität in neue Räume im Svalbard Forskningspark, zusammen mit dem Norwegischen Polarinstitut, EISCAT und dem Svalbard Science Forum. Ebenfalls in diesem Gebäude befinden sich das Svalbard Museum. Die Tourismuszentrale ist 2015 in ein neues eigenes Gebäude umgezogen, nahe dem Einkaufszentrum, dort befindet sich auch die Kreisverwaltung.

### Forschung
Als die norwegischen Behörden in den 1990er Jahren neue Schwerpunkte für die Aktivitäten in Longyearbyen setzen wollten, setzten sich die Forschung und der Tourismus als zentrale neue Themen durch. Das Zentrum der Forschungsaktivitäten ist der Svalbard Forskingpark, mit der Universität, dem Polarinstitut und der EISCAT-Radaranlage sowie der Satellitenstation außerhalb der Stadt.

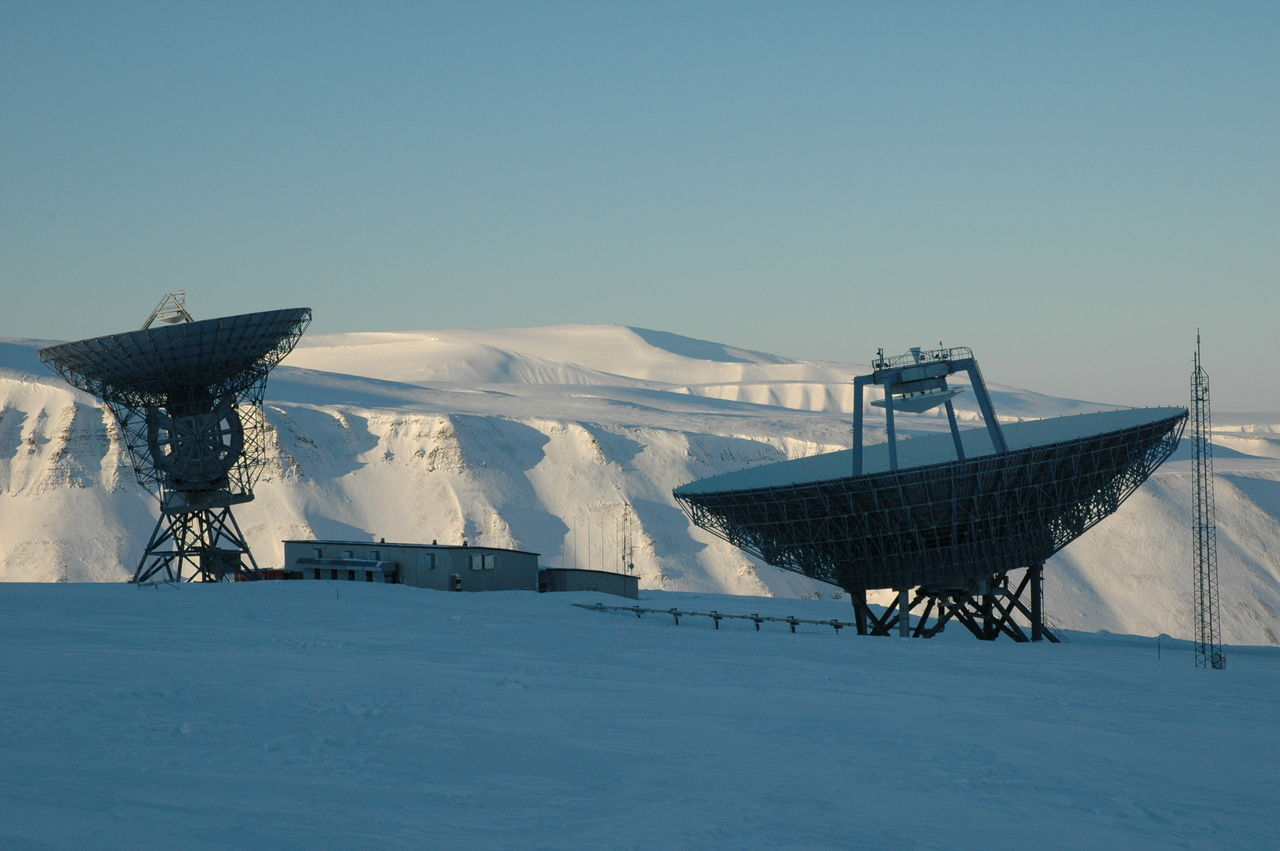
EISCAT-Radaranlage oberhalb der Grube 7

EISCAT betreibt Radaranlagen auf dem Breinosa, etwa 10 km östlich von Longyearbyen. Die 32 und 42 m großen Parabolspiegel dienen der Erforschung der Atmosphäre, der Nordlichter und des Ozons.
Die Svalbard Satellite Station (SvalSat) wurde 1999 auf dem Platåberget nordwestlich von Longyearbyen eröffnet. Sie dient der Kommunikation und Kontrolle von Satelliten mit polarer Umlaufbahn. Die sieben Schüsseln werden von der NASA, ESA, EUMETSAT, dem US-Wetterdienst NOAA und weiteren staatlichen und privaten Gesellschaften verwendet. Zusätzlich betreibt Telenor seit 2004 eine 20 Gbit/s Telekommunikationsverbindung zum Festland.
Die Satellitenstation von Svalbard, zusammen mit der norwegischen Station Trollsat in der Antarktis, sind die einzigen, die polar umlaufende Satelliten bei jedem Umlauf erfassen können.

### Medien
Svalbardposten erschien zum ersten Mal im November 1948 als Aushang. Dieser bestand üblicherweise aus vier Seiten, die allerdings kaum lokal relevante Informationen enthielten. Heute wird die Zeitschrift, die sich die nördlichste der Welt nennt, in Tromsø gedruckt und erscheint einmal wöchentlich am Freitag.
Heute besitzt Longyearbyen Fernseh- und Radiorundfunkantennen, die Satellitensignale von Eutelsat umsetzen. Bis 1984 wurden die Sendungen vom Festland um zwei Wochen zeitversetzt wiedergegeben, da die Sendungen als Videoband nach Svalbard verschickt wurden.

### Telekommunikation

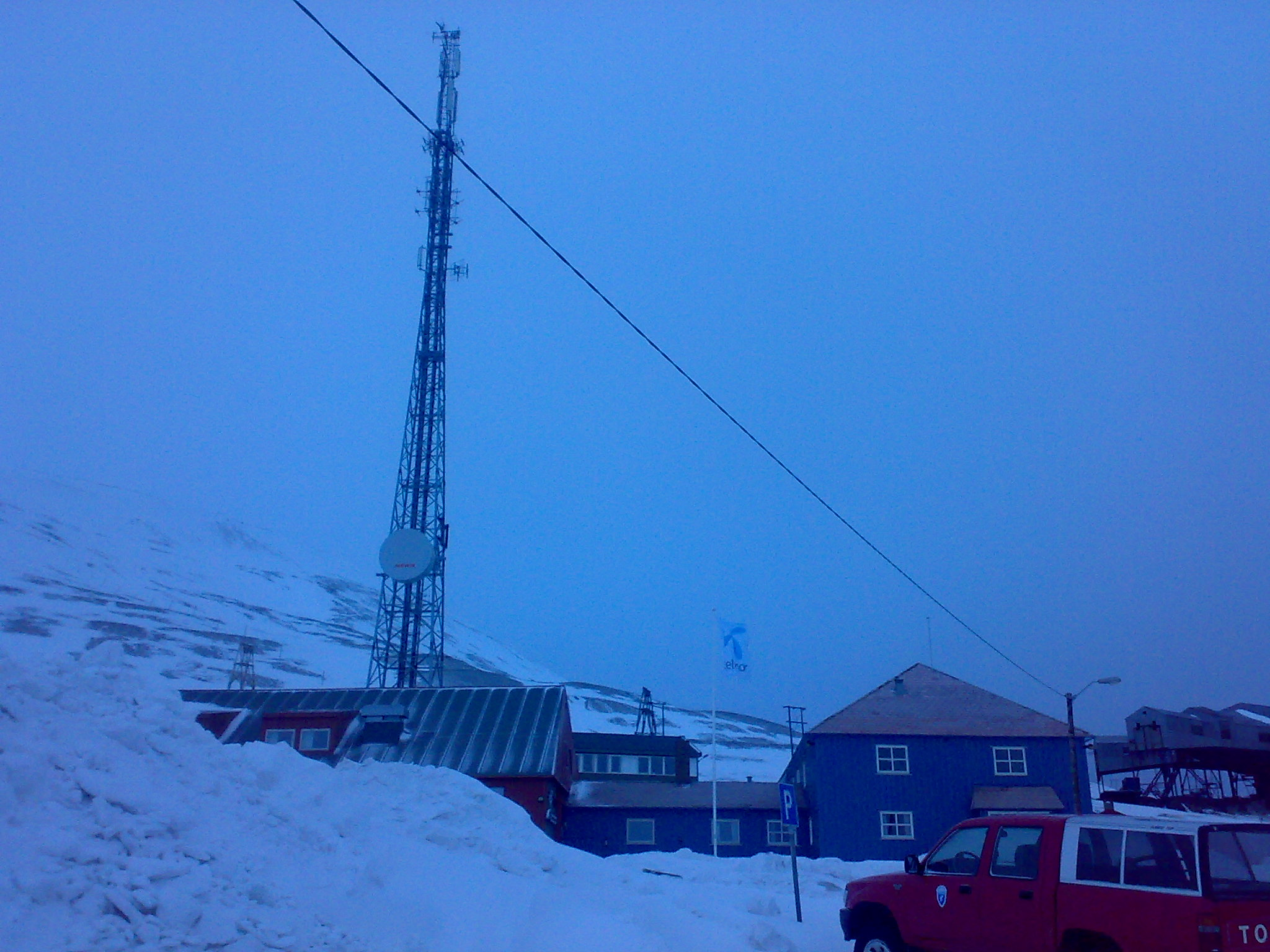
Die Rundfunkantenne dient sowohl für Radiosendungen als auch für Telekommunikation

Seit 2003 wurde zwischen dem norwegischen Festland und Svalbard ein Untersee-Glasfaserkabel mit einer Kapazität von 20 GBit/s verlegt, 2 GBit/s davon werden für die Telefonie verwendet. Damit sind auch in Longyearbyen Breitbandanschlüsse für Firmen und Privathaushalte möglich geworden. Ortschaften außerhalb Longyearbyens werden mit Funkverbindungen an das Breitbandnetz angeschlossen. Telenor errichtete auch mehrere Mobilfunkantennen, so dass Longyearbyen, Adventdalen, Todalen und Svea entsprechend abgedeckt sind. Eine weitere Antenne in Reindalen (das auf der Strecke zwischen Longyearbyen und Svea liegt) wurde 2007 im Auftrag der Minengesellschaft errichtet, musste aber 2008 wieder abgebaut werden, da sie widerrechtlich in einem Naturschutzgebiet installiert worden war.

### Verkehr

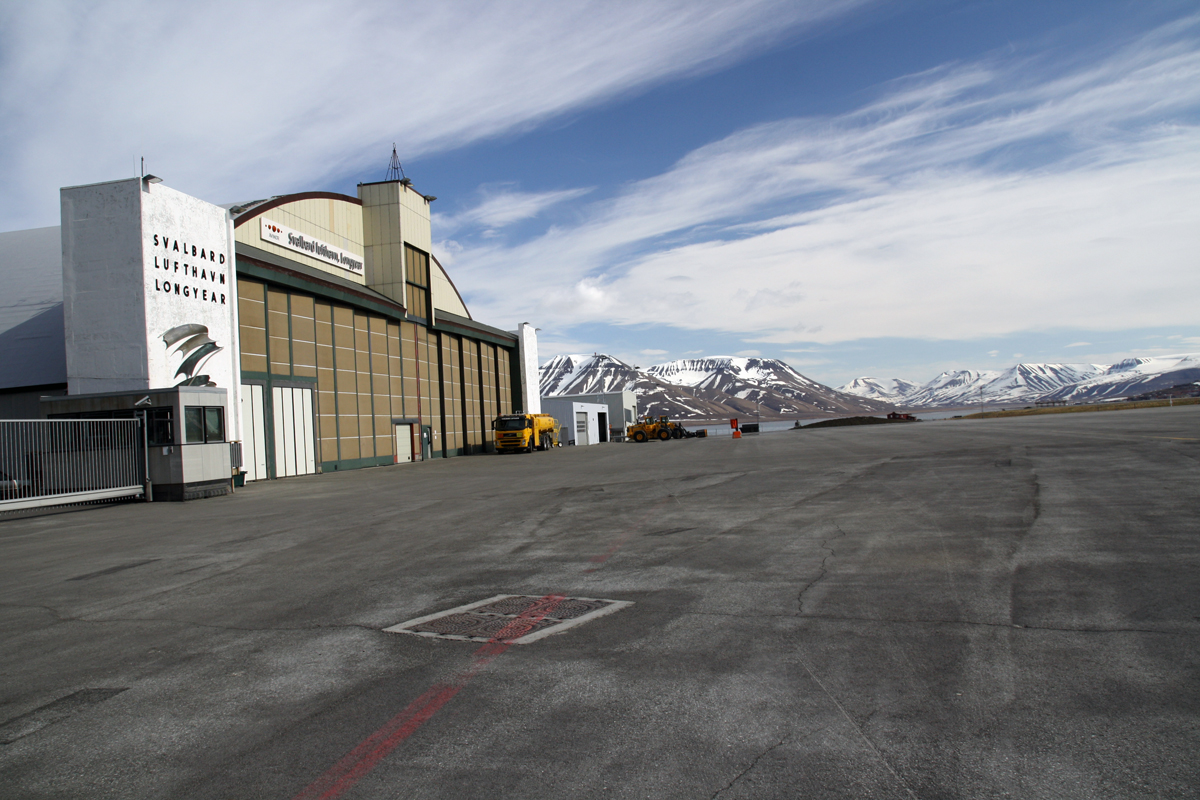
Der Flughafen Svalbard in Longyear

Der Flughafen Svalbard, welcher direkt außerhalb von Longyearbyen liegt, bietet regelmäßige Flugverbindungen zum Festland an. Zusätzlich gibt es planmäßige Flüge nach Svea und Ny-Ålesund. Verbindungen nach Barentsburg erfolgen per Helikopter.
16 Jahre vor der Eröffnung des Flughafens in Svalbard, am 9. Februar 1958, landete zum ersten Mal ein Flugzeug, eine Catalina der Luftwaffe, im gefrorenen Adventdalen. Im darauffolgenden Jahr wurde erstmals Post nach Svalbard befördert und noch ein Jahr später landete das erste Mal ein Passagierflugzeug. Da sich die Piste auf der gefrorenen Tundra befand, war der Flugbetrieb nur während des Winters möglich.
Im Jahr 1973 wurde mit dem Bau des heutigen Flughafens begonnen. Am 14. September 1974 landete eine Fokker F28 der Braathens SAFE als erste Maschine auf der neu errichteten Piste. Der neue Flughafen wurde am 2. September 1975 offiziell eröffnet. Am 10. Dezember 2007 eröffnete Liv Signe Navarsete das neue Empfangsgebäude.
Die Siedlungen auf Svalbard sind nicht durch Straßen verbunden. Im Sommer verbinden Schiffe die Orte, im Winter dienen Schneemobile demselben Zweck. Die sumpfige Tundra kann im Sommer nur stellenweise und nur zu Fuß durchwandert werden.

### Selbstverwaltung

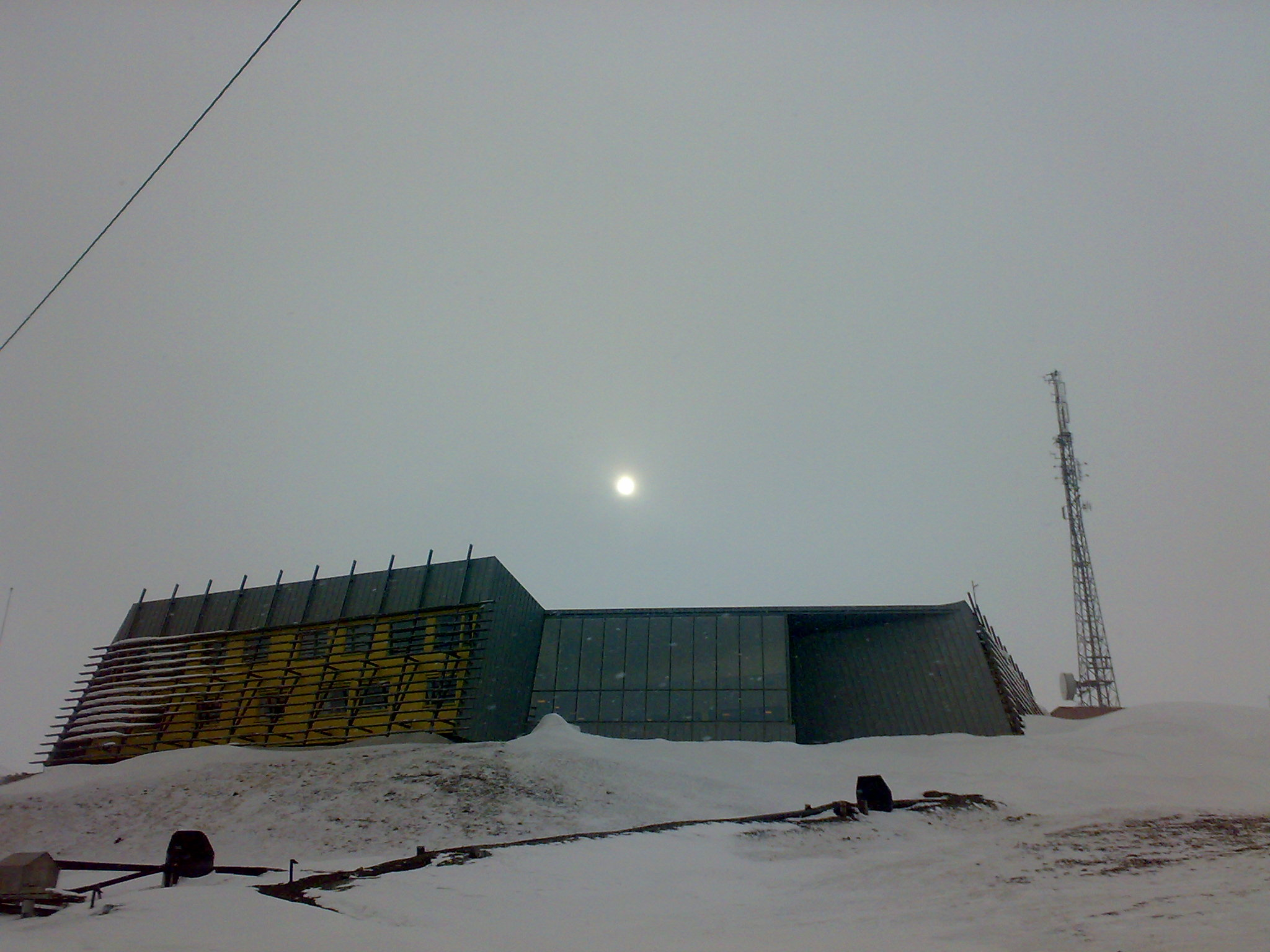
Das moderne neue Verwaltungszentrum Longyearbyens in Skjæringa (Nordosten der Ortschaft). Im Hintergrund sieht man die Rundfunkantenne von Telenor.

Die Forderung nach mehr Selbstverwaltung der norwegischen Bevölkerung auf Svalbard wurde mehrfach diskutiert. Im Jahr 1925 lehnte das norwegische Parlament den Vorschlag ab, Svalbard zu einem Gliedstaat zu machen. Stattdessen wurde ein spezielles Verwaltungssystem geschaffen mit dem Sysselmester als direktem Vertreter der norwegischen Regierung in Svalbard.
Während des Kalten Krieges fokussierte sich die Politik Norwegens auf die Überwachung der Entwicklung der Inselgruppe und die Sicherung der eigenen Hoheitsansprüche (vorwiegend gegenüber der Sowjetunion). Eine politische Verselbständigung stand daher nicht zur Diskussion.
1971 wurde der erste Svalbard-Rat gegründet, mit beratender Funktion für die lokalen politischen Behörden. Der Rat konnte über Geschäfte verhandeln, die von der lokalen Bevölkerung als wichtig erachtet wurde. Im Jahr 1974 wurde erneut darüber diskutiert, die politischen Rechte der Bevölkerung zu stärken, die zweite Regierung von Trygve Brattelis sah die Zeit aber immer noch nicht gekommen, Svalbard als einen Teilstaat Norwegens zu akzeptieren. Als Hauptgründe wurden etwa der Zollfreistatus von Svalbard oder der Status der russischen Siedlungen aufgeführt. Erst am 12. August 1981 wurde eine neue Lokalverwaltung eingesetzt, 1993 fanden zum ersten Mal Wahlen statt.

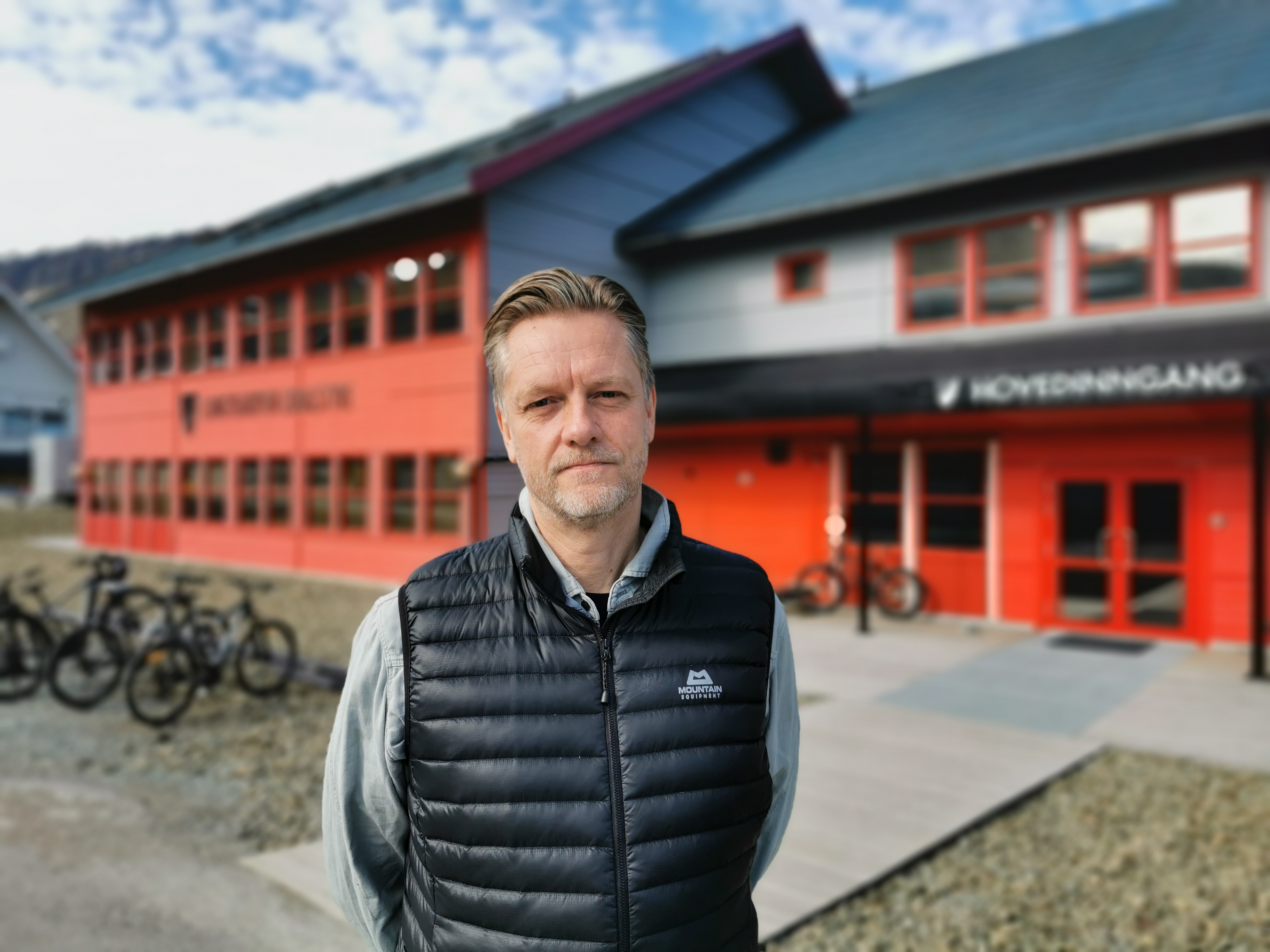
Leif Terje Aunevik, Bürgermeister von Longyearbyen (2024)

2002 wurde ein neues Selbstverwaltungsmodell von der Regierung durchgesetzt, obwohl ein Großteil der Bevölkerung dagegen war, wie aus einer Umfrage im Jahr 2006 hervorging. Das Vertrauen in das lokale Parlament ist mäßig und viele Leute sind der Ansicht, das Selbstverwaltungssystem funktioniere nur schlecht. Bei der alteingesessenen Bevölkerung ist die Opposition besonders auffällig. Am 21. und 22. Oktober 2007 fanden Wahlen zum Lokalrat statt. Fünf Parteien nahmen daran teil. 1.563 Personen waren wahlberechtigt, die Wahlbeteiligung betrug 40,27 %.

## Demografie

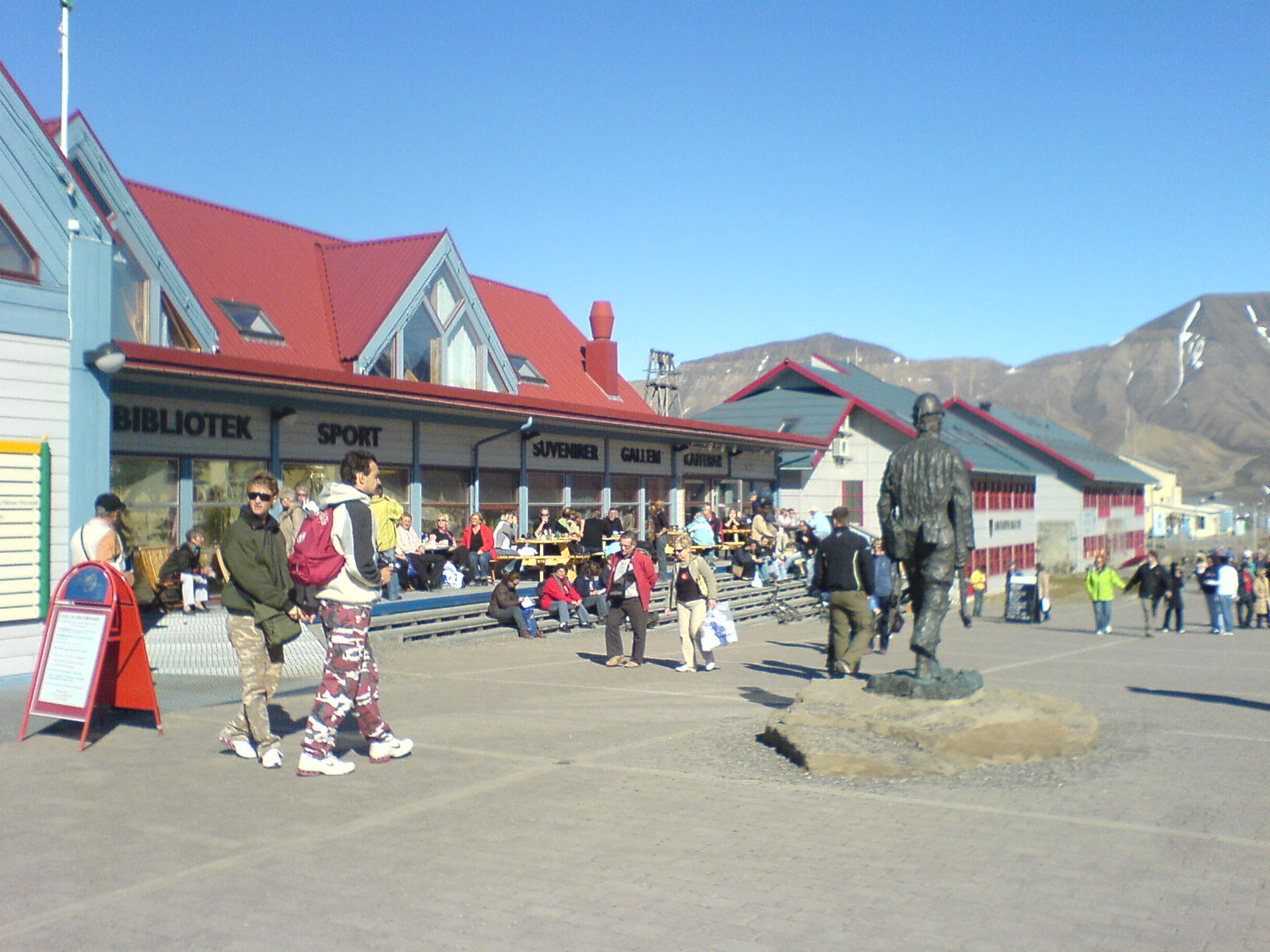
Einkaufsmeile Longyearbyens im Sommer

Ursprünglich war Longyearbyen eine deutlich von Männern dominierte und auf Bergbau beruhende Gesellschaft. In den letzten Jahren hat sich Longyearbyen aber deutlich in Richtung eines „normalen“ Ortes mit einem steigenden Anteil an Frauen und Kindern entwickelt. Es gibt Schulen und Kindergärten. Während in Norwegen fast jeder Zweite unter 20 oder über 65 Jahre alt ist, macht diese Bevölkerungsgruppe in Svalbard nur 25 % der Einwohner aus. Norwegische Einwohner Svalbards bleiben in ihrer Heimatgemeinde registriert und sind dort wahl- und stimmberechtigt. Etwa die Hälfte der Bevölkerung Longyearbyens stammt aus den nördlichen vier Verwaltungsbezirken Norwegens. Im Jahr 2009 bestand 16 % der Bevölkerung aus Bürgern anderer Länder als Norwegen.
Seit dem 1. Januar 1995 hat Spitzbergen eine eigene Einwohnerkontrolle. Bewohner müssen sich bei der Ein- oder der Ausreise sowie beim Umzug entsprechend registrieren lassen. Die Arbeitgeber müssen jährlich ihre Personallisten der Steuerbehörde melden.
Der Spitzbergenvertrag erlaubt es allen Bürgern der Unterzeichnerstaaten, ohne weitere Bedingungen in Spitzbergen Wohnsitz zu nehmen und einer Erwerbstätigkeit nachzugehen.
| Land                             | 1. Januar 2003 | 1. Januar 2004 | 1. Januar 2005 | 1. Januar 2009 | 1. Januar 2012 |
| -------------------------------- | -------------- | -------------- | -------------- | -------------- | -------------- |
| Norwegen                         | 1450           | 1507           | 1581           | 1792           | 1738           |
| Thailand                         | 49             | 48             | 52             | 92             | 104            |
| Schweden                         | 35             | 44             | 42             | 43             | 76             |
| Dänemark                         | 14             | 23             | 26             | 12             | 19             |
| Deutschland                      | 14             | 20             | 16             | 26             | 16             |
| Russland                         | 12             | 19             | 20             | 21             | 34             |
| Weitere europäische Länder       | 40             | 53             | 51             | 89             | 114            |
| Weitere Länder außerhalb Europas | 23             | 18             | 27             | 89             | 114            |
| Total                            | 1637           | 1724           | 1815           | 2085           | 2115           |

## Bergbau

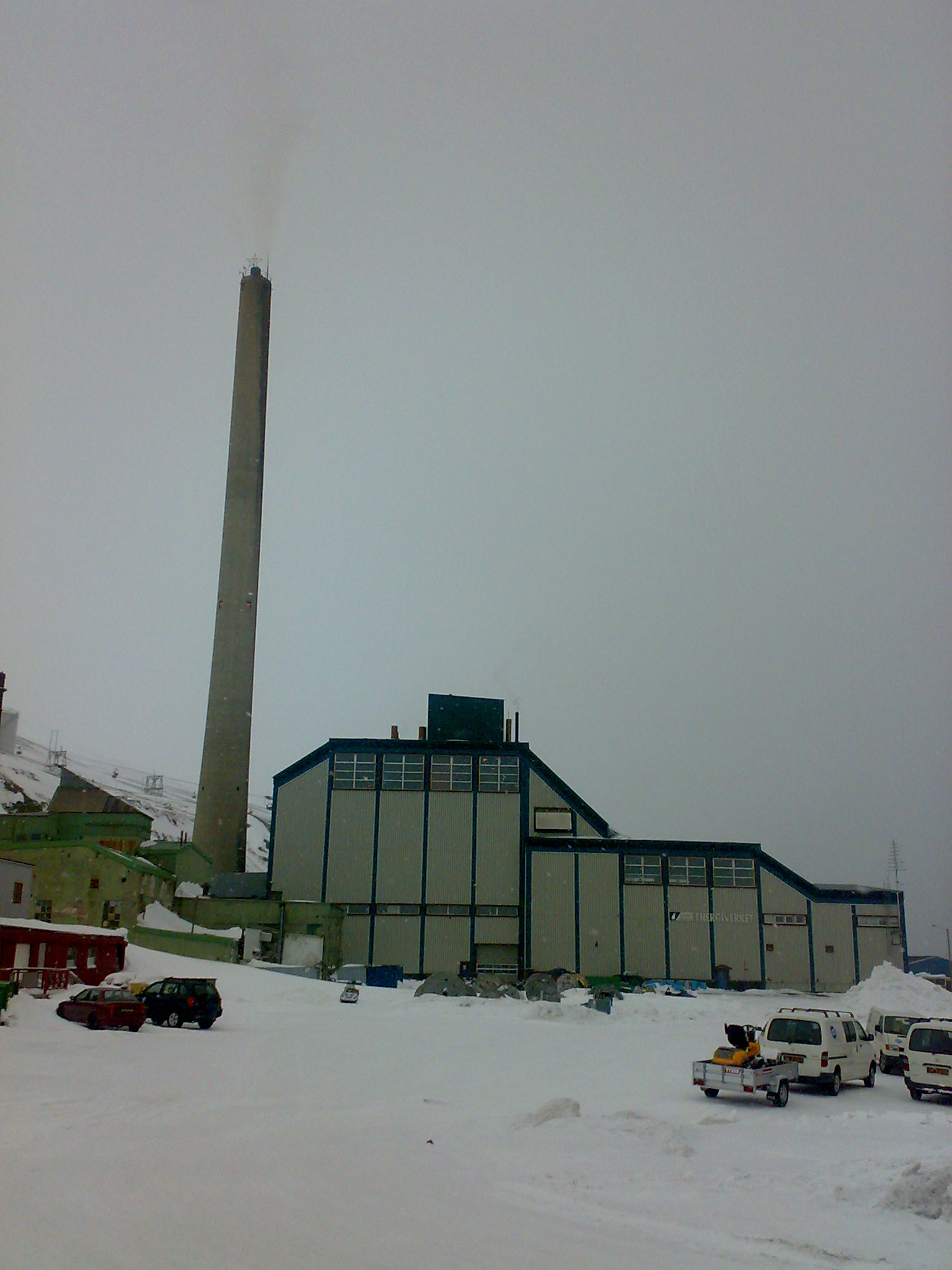
In Longyearbyen befand sich Norwegens einziges Kohlekraftwerk.

Bis 2025 war in der Nähe von Longyearbyen noch eine letzte Zeche in Betrieb – die Grube 7, etwa zehn Kilometer südöstlich der Ortschaft gelegen. Die dort geförderte Steinkohle wurde mechanisiert abgebaut und per Lastwagen in die Stadt transportiert. Etwa ein Drittel wurde im Kohlekraftwerk Longyear zur Strom- und Wärmeerzeugung genutzt, der Rest wurde exportiert. Im Jahr 2023 wurde das Kohlekraftwerk Longyear stillgelegt, und 2025 folgte die endgültige Schließung der Grube 7. Damit endete der norwegische Steinkohlenbergbau auf Spitzbergen.

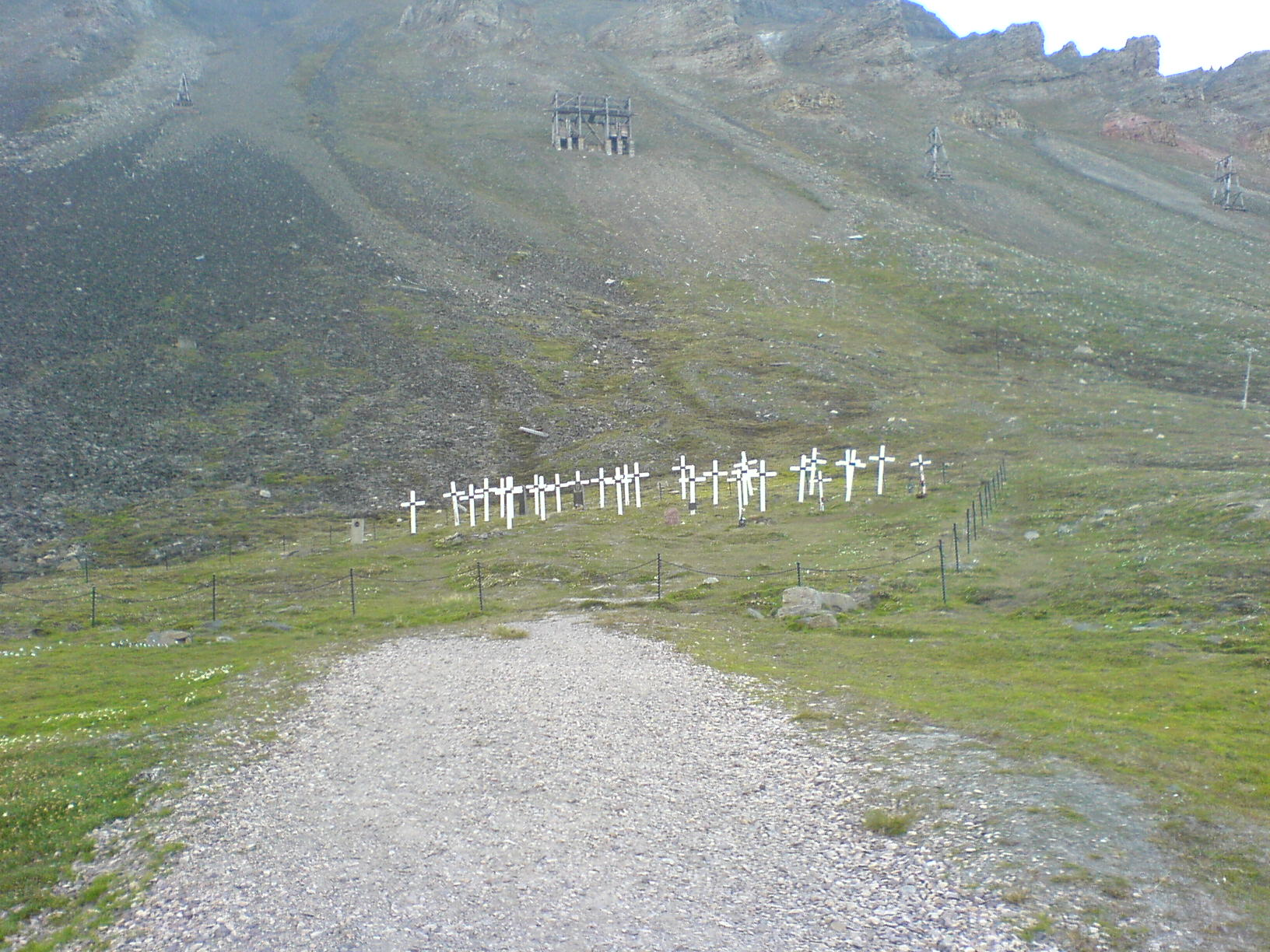
Friedhof in Longyearbyen. Hier sind auch die Opfer der beiden Minenunglücke beerdigt.

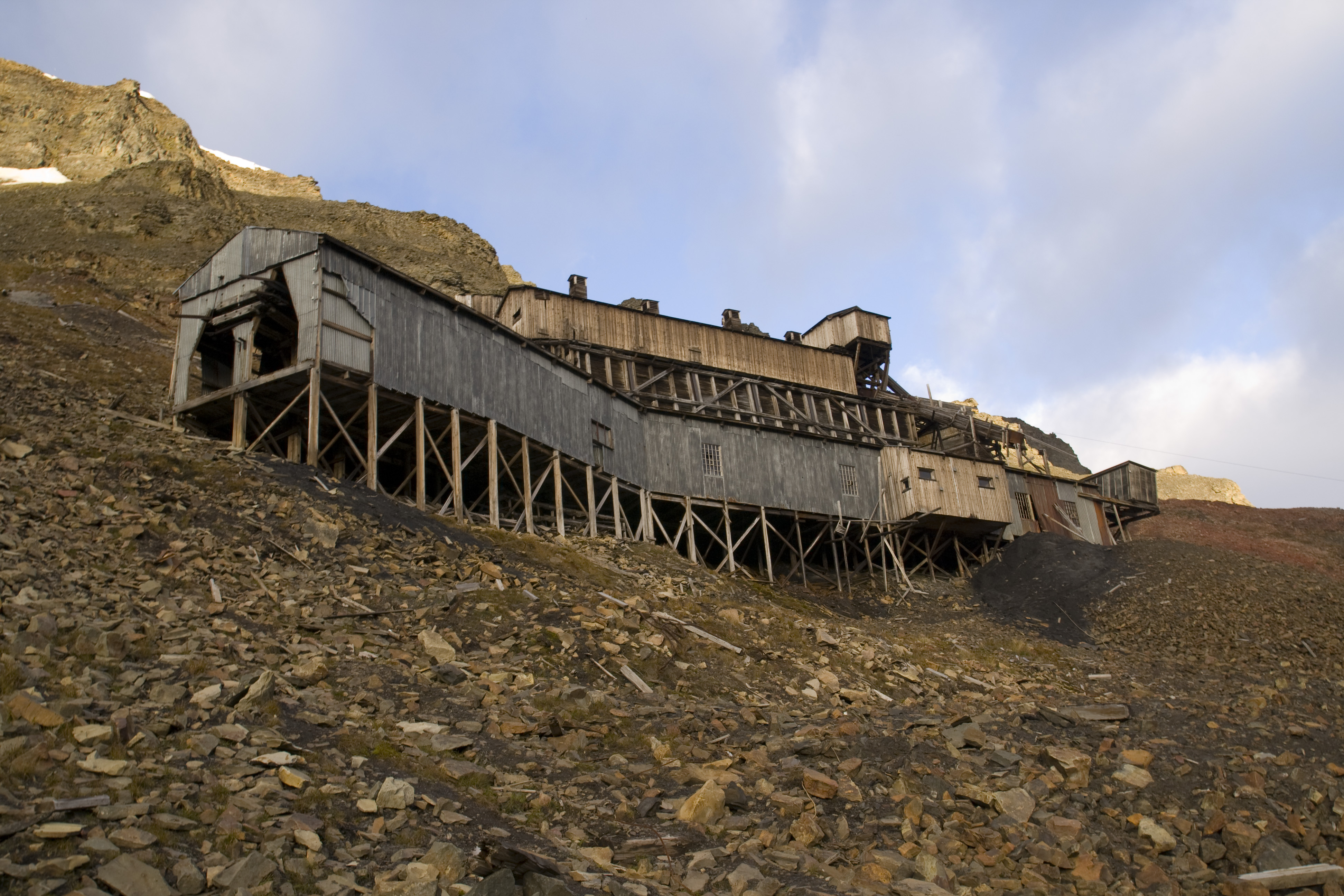
Der zweite Eingang zu Mine 2

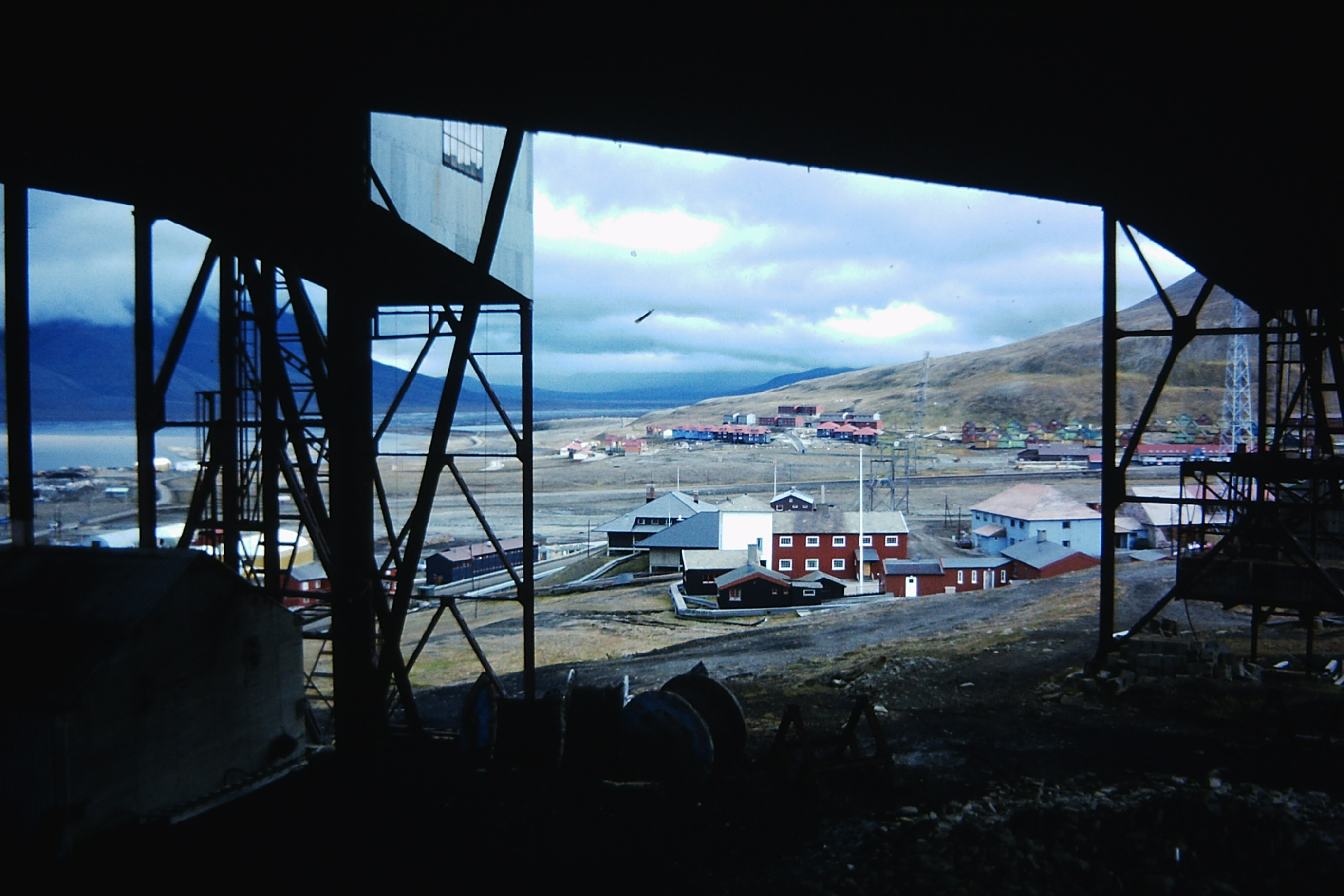
Blick von Eingang Mine 3 auf Longyearbyen und Adventdalen im Hintergrund in 1989

|                                                                                       |
| Kohleproduktion in Longyearbyens Gruben von 1917 bis 2001. Angaben in tausend Tonnen. |

Grube 1, auch als Amerikanische Mine bekannt, war die erste Kohlemine Longyearbyens. Sie wurde 1906 eröffnet und 1958 endgültig geschlossen. Die Grube befindet sich auf der Nordseite des Longyeardalen. In der Nacht des 3. Januar 1920 starben 26 Grubenarbeiter in einer Kohlenstaubexplosion. Die Mine wurde zunächst geschlossen, obwohl die Minengesellschaft der Meinung war, der Abbau würde sich weiterhin finanziell lohnen.
Vorarbeiten bei Mine 2 begannen 1913. Sie wurden nach der Übernahme der Minen durch die Store Norske Spitsbergen Kulkompani im Jahr 1918 und nach dem Grubenunglück in Mine 1 beschleunigt. Der eigentliche Kohleabbau begann 1921. Die geologischen Bedingungen in der Mine wurden jedoch schnell schwierig, so dass der Abbau bereits 1938 wieder eingestellt wurde. Man entschied sich daher, die Mine 1 erneut zu eröffnen und baute einen neuen Zugangsstollen weiter hinten im Tal, heute als Mine 1B bekannt. Der Abbau begann im Oktober 1939. Auch hier waren die geologischen Bedingungen schwierig. In der Zeit zwischen 1950 und 1958 wurden, auf der Suche nach dem Flöz, nur Zugangsstollen gebaut. Danach wurde die Mine geschlossen und diente noch einige Zeit als Trinkwasserreservoir für Longyearbyen.
In den ersten Jahren war der Ertrag in Mine 2 sehr gut, doch in den 1930er Jahren wurde der Abbau durch lange Transportwege und tiefe Kohlepreise immer weniger rentabel. 1937 wurde daher auch hier ein neuer Zugangsstollen weiter hinten im Tal gebaut. Während des Zweiten Weltkriegs wurde die Mine beim Angriff des deutschen Schlachtschiffs Scharnhorst während des Unternehmens Sizilien 1943 von britischen Soldaten in Brand gesteckt, damit die Kohle nicht in die Hände der Deutschen fiele. Die Mine brannte bis 1962.
Nach dem Kriegsende wurde die Arbeit in Mine 2 wieder aufgenommen. Ein Gasausbruch in der Mine kostete im Januar 1952 sechs Menschenleben. In den Jahren 1960–64 war die Arbeit in Mine 2 eingestellt, da gleichzeitig der Abbau bei Mine 5 begann und die Kohlepreise stark sanken. Danach wurde die Arbeit wieder aufgenommen. Die Mine wurde im Winter 1967/68 aufgegeben, da sie leer ist.
Die Aufbauarbeiten für Mine 3, die sich südlich des Flughafens befindet, begannen 1969, der Abbau 1971. Zeitweise kam die Hälfte der Kohle für die Minengesellschaft aus Mine 3. Im November 1996 war die Mine leer und wurde geschlossen.
Die kleinste Mine Longyearbyens war Mine 4. Sie schloss 1970 nach nur zwei Jahren Betrieb wegen geringer Effizienz. Die Kohle wurde durch das Galeriesystem der Mine 2 hinausbefördert.
Mine 5 war die erste Mine, die außerhalb des Longyeardalen errichtet wurde, nämlich im Endalen etwa 5 km östlich von Longyearbyen. Die Vorarbeiten begannen mit dem Bau einer Straße, Stromleitungen und Telefonanschlüssen. 1957 und 1958 wurden die Grubenbahnen errichtet. Der Abbau der Kohle begann im Herbst 1959 und dauerte bis im Mai 1972, als die Mine ausgeräumt war.
Die Erschließung der Mine 6 begann 1967 und der Abbau begann 1969. Im Jahr 1981 wurde der Abbau eingestellt, obwohl noch schätzungsweise 380.000 Tonnen im Berg verblieben sind. Die Kohle befindet sich jedoch in einer dünnen Schicht weit im Inneren des Berges.
Mine 7, die sich auf einem Rücken zwischen Bolterdalen und Foxdalen befindet, war die letzte noch aktive Kohlegrube in der Umgebung von Longyearbyen. Der Abbau wurde nach mehrjähriger Vorbereitung im Jahr 1976 aufgenommen. Zwischen 1978 und 1981 wurde der Betrieb unterbrochen, um die Minenausrüstungen zu erneuern und zu reparieren. In den letzten Jahren war der Abbau zunehmend durch das Eindringen von Schmelzwasser aus den oberhalb der Grube gelegenen Gletschern gefährdet (siehe auch Gletscherschwund seit 1850). Bereits im Juli 2020 musste der Betrieb, der zuvor pandemiebedingt ruhte, wegen eingedrungenen Schmelzwassers und daraus resultierender Schäden an der Stromversorgung vorübergehend eingestellt werden. Im Jahr 2025 wurde die Grube endgültig geschlossen.

## Tourismus

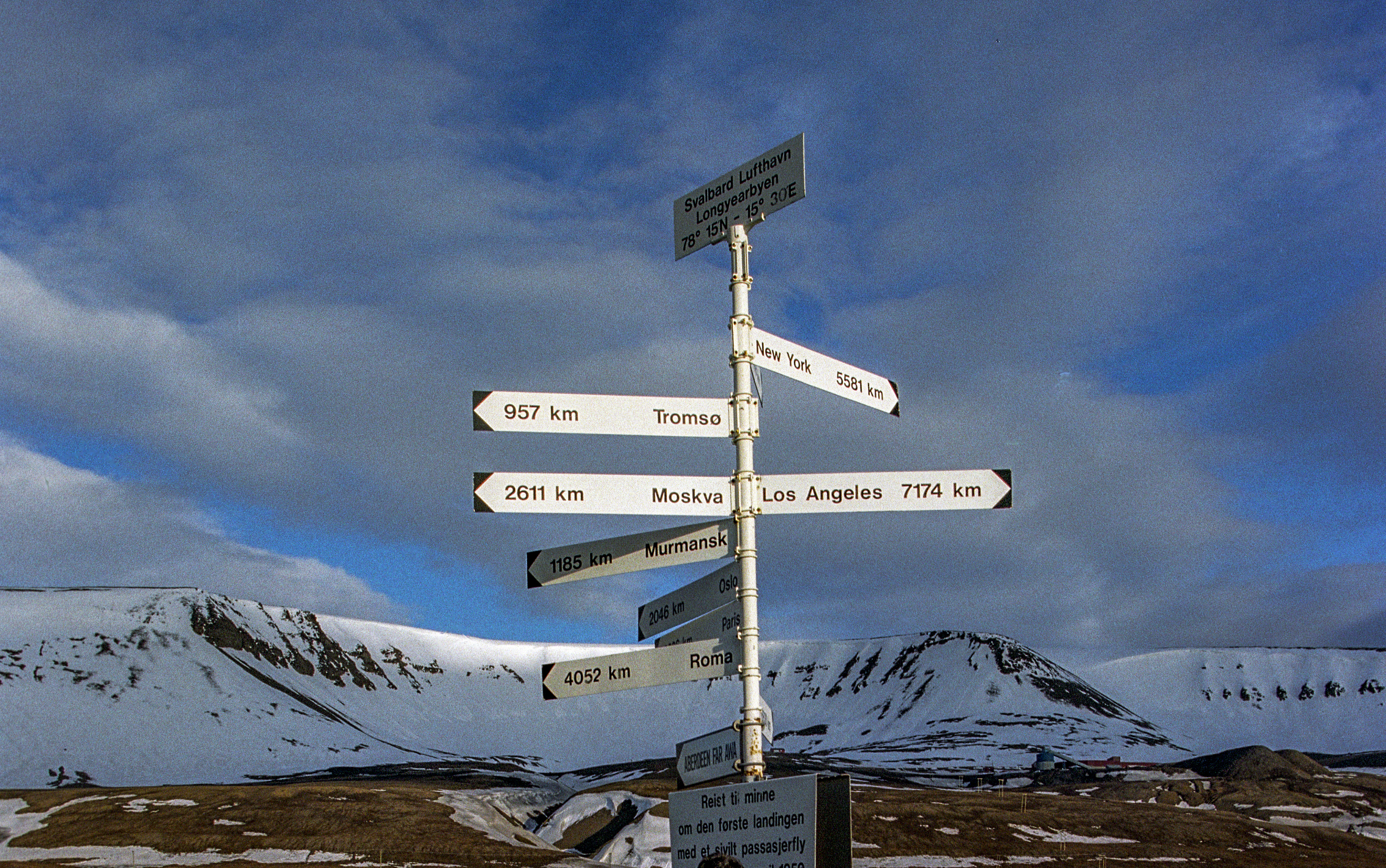
Wegweiser am Flughafen von Longyearbyen mit Distanzangaben zu wichtigen Weltstädten

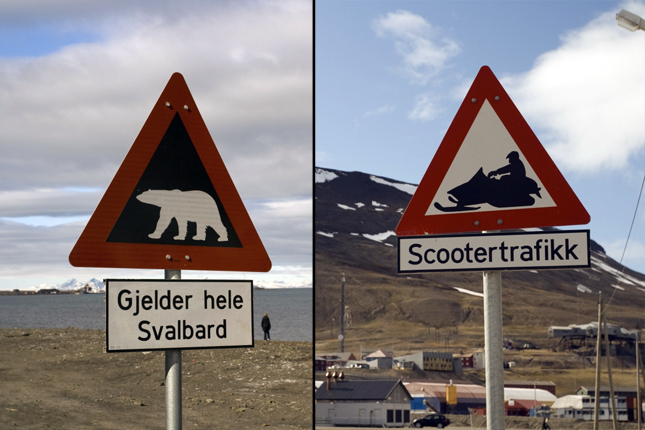
Die Verkehrszeichen in Longyearbyen sind begehrte Fotomotive für Touristen. Das vor Eisbären warnende Verkehrsschild kommt weltweit ausschließlich in Longyearbyen vor.

Bereits bevor ums Jahr 1900 die ersten Kohleabbauversuche begannen, wurde der Adventfjord von Touristen besucht. Erste Reisen nach Svalbard datieren von 1807. Die ersten Touristen waren vorwiegend reiche Ausländer, die mit ihren Jachten nach Svalbard fuhren, um die Mitternachtssonne zu bestaunen. Dann kamen auch die ersten Luxusjachten. 1893 legte das Dampfschiff Columbia im Adventfjord an. Es hatte hundert Touristen und ein siebzehnköpfiges Orchester an Bord. Auch norwegische Schifffahrtsbetriebe boten Fahrten nach Svalbard an, waren damit aber weniger erfolgreich als die ausländischen Reedereien.
1896 eröffnete die Vesteraalens Dampskibsselskab auf Neset, in der Nähe des heutigen Flughafens, das erste Hotel. Es war in Trondheim vorfabriziert und dann per Schiff nach Spitzbergen transportiert worden.
Mit Beginn des Ersten Weltkriegs brach der Tourismus, wie überall in Europa, auch auf Svalbard ein. Nach dem Krieg wurden die touristischen Aktivitäten wieder aufgenommen. Nach dem Zweiten Weltkrieg nahm der Tourismus abermals zu. Eines der Hauptinteressen der Touristen war die Eisbärjagd. Seit 1973 wurden die Eisbären durch das Washingtoner Artenschutzabkommen geschützt, bis dahin wurden etwa 700 Eisbären durch den „Jagdtourismus“ erlegt.
In den Sommermonaten dominieren Schiffsrundreisen um die Inselgruppe das Tourismusangebot. Im Jahr 2002 wurden 27.000 Personen (inklusive Crew) auf den Rundreiseschiffen gezählt.
Mit der Eröffnung des Flughafens im Jahr 1975 wurde der Tourismus auf Svalbard in neue Bahnen gelenkt, vor allem dadurch, dass die Inselgruppe nun viel einfacher erreichbar war und auch Kurzaufenthalte möglich wurden. Dem Massentourismus wurde jedoch mit großer Skepsis begegnet, zusätzlich zu Problemen mit fehlenden Hotelbetten und nicht ausreichender Nahrungsversorgung für die zusätzlichen Touristen. Es sollte Jahrzehnte dauern, bis sich die Wirtschaft Svalbards auf die Versorgung der Touristen eingestellt hatte.
Jährlich besuchen etwa 30.000 Touristen Svalbard, dies ist jedoch weniger als ein Prozent des Tourismusaufkommens von Nordskandinavien. Von 1993 bis 2006 stieg die Zahl der Hotelnächte in Longyearbyen von 24.000 auf 83.000. 80 Prozent der Touristen kommen aus Norwegen. Danach folgen Schweden, Dänemark, Deutschland und Großbritannien. Wanderungen und Wildnistrekking außerhalb der Ortschaft sind nur bewaffnet erlaubt.
Der Flughafen Longyearbyen ist der nördlichste Flughafen der Welt mit regulären Linienflügen.

## Geschichte

### Die ersten Kohlefunde
Im Jahr 1899 brachte Skipper Søren Zachariassen 600 Hektoliter Kohle nach Tromsø, die er im Bohemanneset und im Isfjorden gefunden hatte. Bereits zur Zeit des Walfangs (der hier seit der Entdeckung der Inselgruppe im Jahr 1596 betrieben wurde) war bekannt, dass Svalbard reich an Kohle war. Zachariassens Unternehmung gilt aber als der erste kommerzielle Kohleabbau. Unter den ersten Kunden war eine Jacht von Albert I. von Monaco.
Die ersten Norweger begannen mit dem Kohlebergbau im Jahr 1903. Später kamen ausländische Firmen, die mehr vom Bergbau verstanden und daher auch ökonomischer arbeiten konnten. Henrik Næss, Zachariassens Partner, verkaufte seine Firma Trondhjem Spitsbergen Kulkompani an die Arctic Coal Company. Zachariassens Entdeckungen brachten ihm aber kaum etwas ein.

### Amerikanische Epoche

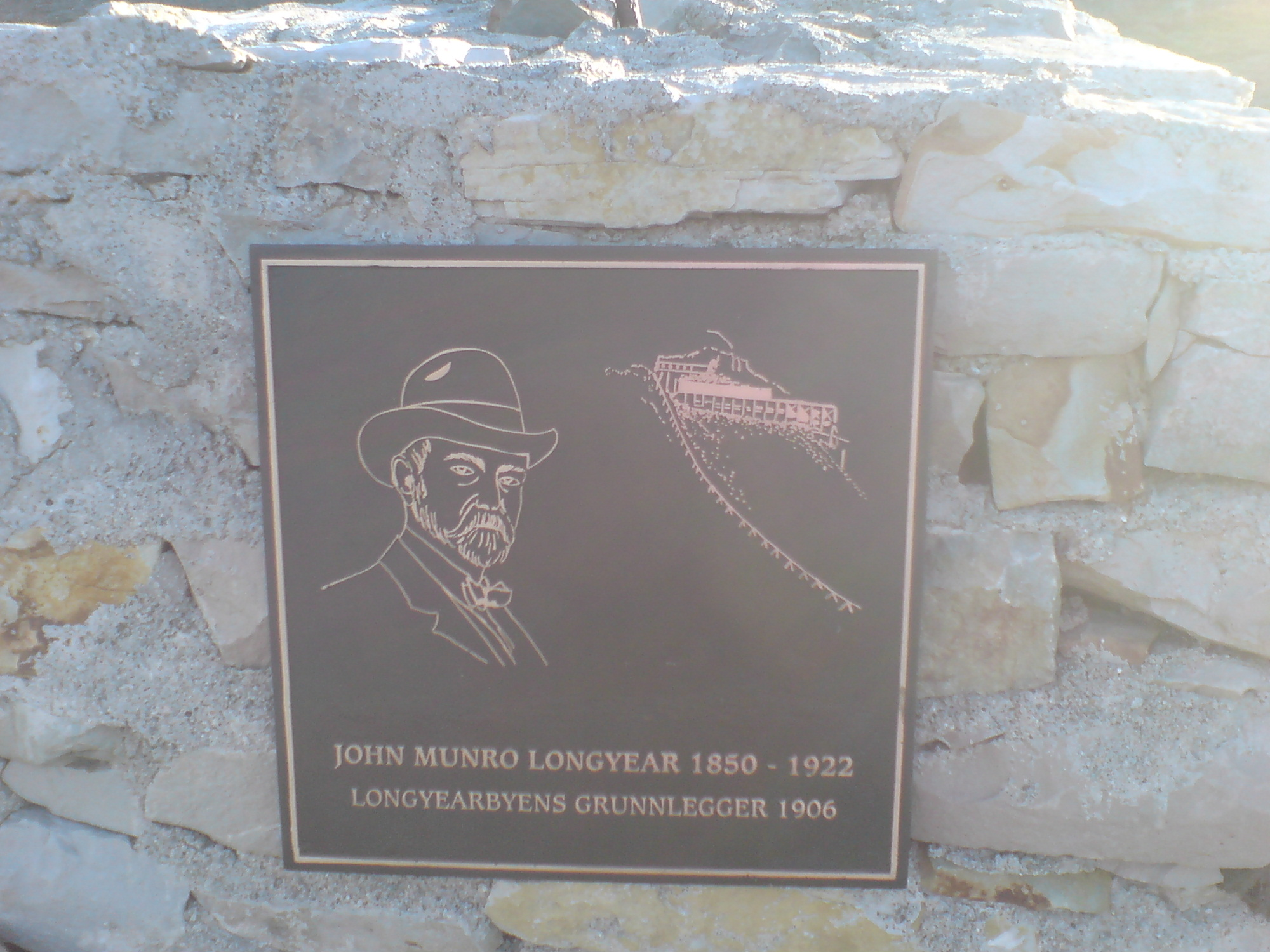
Denkmal für John Munroe Longyear in Longyearbyen

Im Jahr 1901 reiste der amerikanische Geschäftsmann John Munroe Longyear das erste Mal nach Svalbard, zusammen mit seiner Familie. Seine Interessen für die Kohlevorkommen Svalbards waren allgemein bekannt. Er reiste mehrmals nach Svalbard, bis er 1906 im Adventfjorden die Siedlung gründete, die heute seinen Namen trägt. Er war der Hauptaktionär der Arctic Coal Company, welche die Abbaurechte in Longyearbyen erworben hatte. Er hatte diesem Handel allerdings erst zugestimmt, nachdem ihm die norwegische Regierung versichert hatte, dass Spitzbergen Niemandsland sei.
Die erste Expedition, die die Abbaubedingungen eruieren sollte, erreichte am 2. Juni 1905 den Adventfjord. William D. Munroe, ein Neffe Johns, leitete die Expedition, die mehrere Grundstücke für die Arctic Coal Company aufkaufte.
1906 verließ das Schiff „Primo“ Trondheim mit Ziel Adventfjord. An Bord waren William, sein Pferd, 50 Mann, Holz und eine halbe Tonne Dynamit. Die Crew kam im alten Hotel in Neset unter und begann mit dem Bergbau. Es wurden zehn Häuser gebaut, Wasservorräte angelegt und eine Seilbahn für die Kohle wurde errichtet. Bereits im ersten Jahr stießen die Männer auf Kohle. Das letzte Schiff verließ Svalbard am 2. Oktober mit einer Ladung Kohle und den Männern, die nicht auf Svalbard überwintern würden. 22 Mann blieben zurück.
Longyear und sein Partner Ayer hofften auf weitere Investoren für ihr Unternehmen, die auch Verantwortung übernehmen würden. Als aber William D. Munroe 1907 bei einem Schiffsuntergang starb, konzentrierte sich Longyear selber vermehrt auf den Bergbau und kontrollierte das Unternehmen von Boston aus. Alle wichtigen Entscheidungen erforderten seine Zustimmung.
In den Jahren 1907/1908 baute die damals führende Seilbahnfabrik Adolf Bleichert & Co. eine Materialseilbahn zur Schiffsverladestation, die später durch eine Seilbahn zur Grube 2 ergänzt wurde. Die Reste dieser Seilbahnen und späterer Nachfolger zu anderen Gruben sind heute noch sichtbar. Die Mine wurde schnell größer und bereits im Winter 1910/11 verbrachten 73 Männer und 3 Frauen den Winter in „Longyear City“, wie die Ortschaft noch inoffiziell genannt wurde.
Im Sommer 1912 legte ein Streik Longyearbyen weitgehend lahm. Das Management wehrte sich vehement gegen die Gründung einer Arbeitnehmerorganisation und schickte 238 Arbeiter nach Hause. Die Minen wurden in dieser Zeit oft bestreikt, weniger wegen des Lohnes, sondern wegen schlechter Lebensbedingungen, ungenügender Hygiene, schlechtem Essen und wegen kultureller Differenzen zwischen den norwegischen Arbeitern und der US-amerikanischen Führung.

### Rückgang des Abbaus
Im Sommer 1913 war die jährliche Kohleproduktion auf 30.000 Tonnen angestiegen und Mine 2 stand kurz vor der Eröffnung. Der Bergbau erwies sich in dieser Zeit allerdings als großes Verlustgeschäft und eine Besserung stand nicht in Aussicht. Der Minenverwalter Scott Turner spielte daher auch mit dem Gedanken, sämtliche Besitztümer zu verkaufen. Sämtliche Investitionen wurden gestoppt und nur noch der Abbau vorangetrieben.
Im August 1914 brach der Erste Weltkrieg aus und die Banken stoppten die Kredite für die Arctic Coal Company, die sowieso schon finanziell schwer angeschlagen war. Außerdem war es schwierig und teuer, Ersatzteile für die Maschinen zu bekommen. Die Firma reduzierte die Belegschaft im Winter auf 120 Mann und alle Besitztümer auf dem norwegischen Festland wurden verkauft. Im September 1915 wurde der Abbau ganz aufgegeben und es blieben nur drei Mann als Wache zurück. Alle anderen Arbeitnehmer wurden entlassen, ausgenommen jene im Büro in Tromsø.
Während der neun Jahre ihres Bestehens hatte die Arctic Coal Company 200.000 Tonnen Kohle abgebaut und fast 3,5 Millionen norwegische Kronen investiert. Dies ist eine beträchtliche Summe, der gesamte Umsatz des norwegischen Staates betrug zu jener Zeit 12,5 Millionen. Bis zu 300 Mann überwinterten jeweils in Longyearbyen, im Sommer war die Mannschaft fast doppelt so stark.

### Die Gründung der Store Norske Spitzbergen Kulkompani
Nachdem die Arbeiten eingestellt wurden, suchte die Firma Käufer für ihren Besitz. Unter den Interessenten waren die Norwegische Zentralbank mit Adolf Hoel als geologischem Experten, Johan Anker und seine Firma, Green Harbour, sowie eine Gruppe russischer Investoren. Ankersens Gruppe verzichtete. Der Direktor der Zentralbank, Kielland Torildsen, hatte Verbindungen zum damaligen Premierminister Gunnar Knudsen und so wurde im Januar 1916 Det norske Spitsbergensyndikat gegründet, an dem die Zentralbank, verschiedene andere Banken, Elkem, Hydro (?) und Gunnar Knudsen als Aktionäre beteiligt waren.
Am 1. April 1916 akzeptierte John Munroe Longyear das Angebot von 3,5 Millionen Kronen. Die formale Übernahme fand am 1. September statt. Das Syndikat kaufte noch andere Ländereien und besaß bald 1200 km² auf Spitzbergen. Diese Besitztümer waren für Norwegen von großem nationalen Interesse und maßgebend für die norwegischen Forschungsaktivitäten auf der Inselgruppe.
Das Syndikat wurde gegründet, um Longyears Besitzungen aufzukaufen, ein Interesse am Bergbau bestand hingegen nicht. Dies änderte sich, als am 30. November 1916 in Oslo die Store Norske Spitsbergen Kulkompani A/S gegründet wurde und sämtliches Eigentum des Syndikats übernahm.

### Erster Weltkrieg

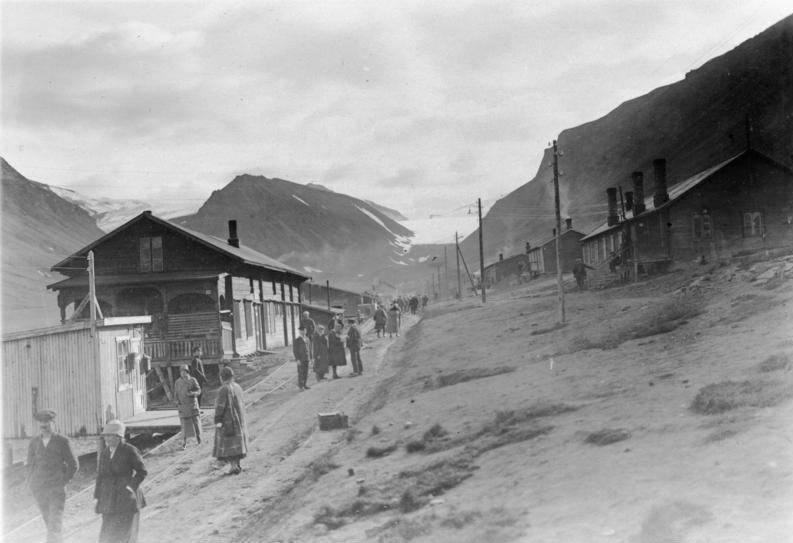
Das Dorfzentrum von Longyearbyen 1925. Es lag damals noch auf der nördlichen Talseite, bei den älteren Gruben.

Zu Zeiten des Ersten Weltkriegs herrschte großer Optimismus bezüglich des Kohlegeschäfts. Die Preise fielen allerdings deutlich, so dass viele Firmen nur durch Staatsanleihen und Subventionen weiterexistieren konnten.
Norwegen hatte seine territorialen Ansprüche auf Svalbard noch nicht durchsetzen können, daher war seine Präsenz wichtig, um die Besitzansprüche zu untermauern. Nach dem Abschluss des Spitzbergenvertrags im Jahr 1925 gaben verschiedene andere Bergbauunternehmungen ihre Aktivitäten in Svalbard auf. Norwegen baute seinen Einfluss mittels der Store Norske Spitsbergen Kulkompani aus. Diese war zwar offiziell eine privatrechtliche Aktiengesellschaft, tatsächlich aber finanziell vom Staat abhängig.

### Zweiter Weltkrieg

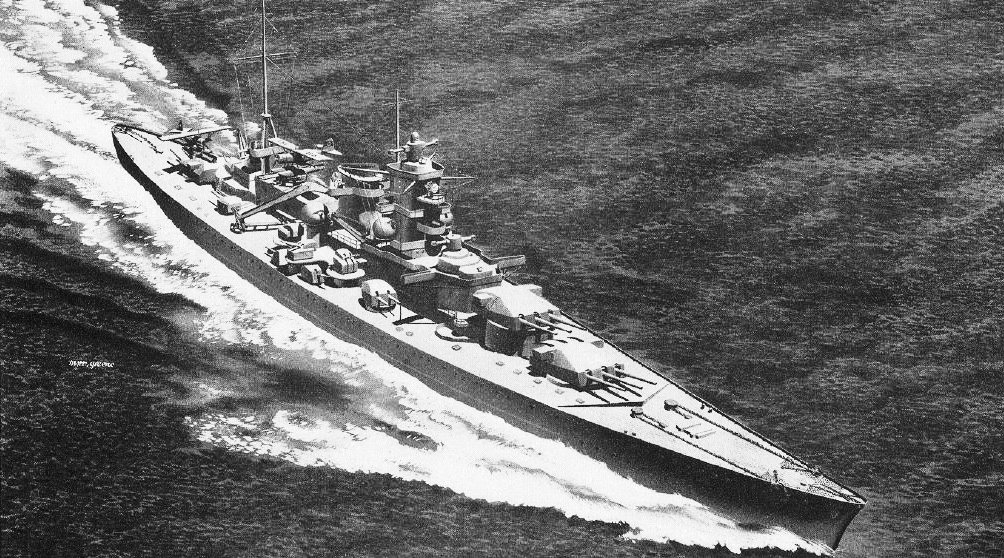
Das deutsche Schlachtschiff Scharnhorst setzte am 8. September 1943 Longyearbyen in Brand. Am 26. Dezember desselben Jahres wurde die Scharnhorst etwa 60 nautische Meilen nördlich des Nordkaps versenkt.

Bei Beginn des Zweiten Weltkriegs lebten auf Svalbard 900 Norweger und 2000 Russen. Bis 1941 nahm das Leben und die Arbeit in den russischen und den amerikanischen Minen den gewohnten Lauf.
Nach dem deutschen Einmarsch in die Sowjetunion am 22. Juni 1941 stellten die Alliierten an den Minen Wachen auf. Alle sowjetischen Bürger wurden Ende August von britischen Kriegsschiffen während der Operation Gauntlet nach Russland, die Norweger am 3. September an Bord der Empress of Canada nach Großbritannien evakuiert. Alles, was irgendeinen militärisch-wirtschaftlichen Nutzen gehabt hätte – Kohlevorräte, Öl, Funkgeräte, Generatoren –, wurde zerstört. Norwegische Streitkräfte wurden in Longyearbyen, in Barentsburg und in Svea entgegen dem entmilitarisierten Status nach dem Spitzbergenvertrag stationiert.
Während des Zweiten Weltkriegs landeten deutsche Streitkräfte der Wehrmacht im Laufe des Unternehmens Sizilien am 8. September 1943 in West-Spitzbergen und Longyearbyen mit dem Schlachtschiff Scharnhorst und Begleitzerstörern an. Die Stadt und die Mine 2 wurden dabei in Brand gesetzt. Sverdrupbyen, das im Zentrum des Longyeardalen liegt, wurde nicht getroffen und war am Ende des Krieges noch unversehrt. Die schweren Schäden lösten für die Minengesellschaft eine finanzielle Krise aus. Hilmar Reksten, CEO der Gesellschaft, war der Meinung, der Staat habe für die Kriegsschäden aufzukommen. Der Staat gewährte der Firma daher in den darauffolgenden Jahren mehrere Kredite sowie Garantien für Schulden bei Privatbanken.
Seit 1941 bestanden mehrere Wetterstationen der Wehrmacht in der Arktis, um Wetterdaten für die Wettervorhersage zu ermitteln. Die letzte war das Unternehmen Haudegen unter Wilhelm Dege.

### Nach dem Krieg
Nach dem Zweiten Weltkrieg wurde Longyearbyen komplett neu aufgebaut, wofür die Store Norske Spitsbergen Kulkompani große Summen aufwendete. Zuerst wurde in der Mine 1 der Betrieb wieder aufgenommen, diese wurde aber bald von der Mine 2 abgelöst. Der größte Teil der Kohle wurde von hier nach Westdeutschland exportiert. Die fluktuierenden Kohlepreise machten die langfristige Planung des Abbaus schwierig, weshalb man den Schwerpunkt auf die Rationalisierung der Betriebe setzte.
1963 betrug die jährliche Produktion norwegischer Minen 430.000 Tonnen, 170.000 Tonnen davon wurden exportiert. Longyearbyen selbst lieferte um die 400.000 Tonnen pro Jahr, und es war absehbar, dass die Vorräte noch ungefähr 20 Jahre reichen würden. Daher begann man in den 1970er Jahren mit den Vorabklärungen zum Bau der Svea-Mine.
1975 wurde in Longyearbyen der Flughafen eröffnet, womit das erste Mal ganzjährige Verbindungen nach Svalbard möglich wurden. Die Unterzeichnerstaaten des Spitzbergenvertrags wurden informiert, dass der Flughafen allen Staatsangehörigen dieser Staaten frei zugänglich sein und er ausschließlich für zivile Zwecke verwendet werden würde. Er wurde offiziell am 50. Jahrestag der Besiegelung der norwegischen Souveränität über Svalbard, am 14. August 1975, eröffnet.

### Von der Arbeitersiedlung zur Ortschaft

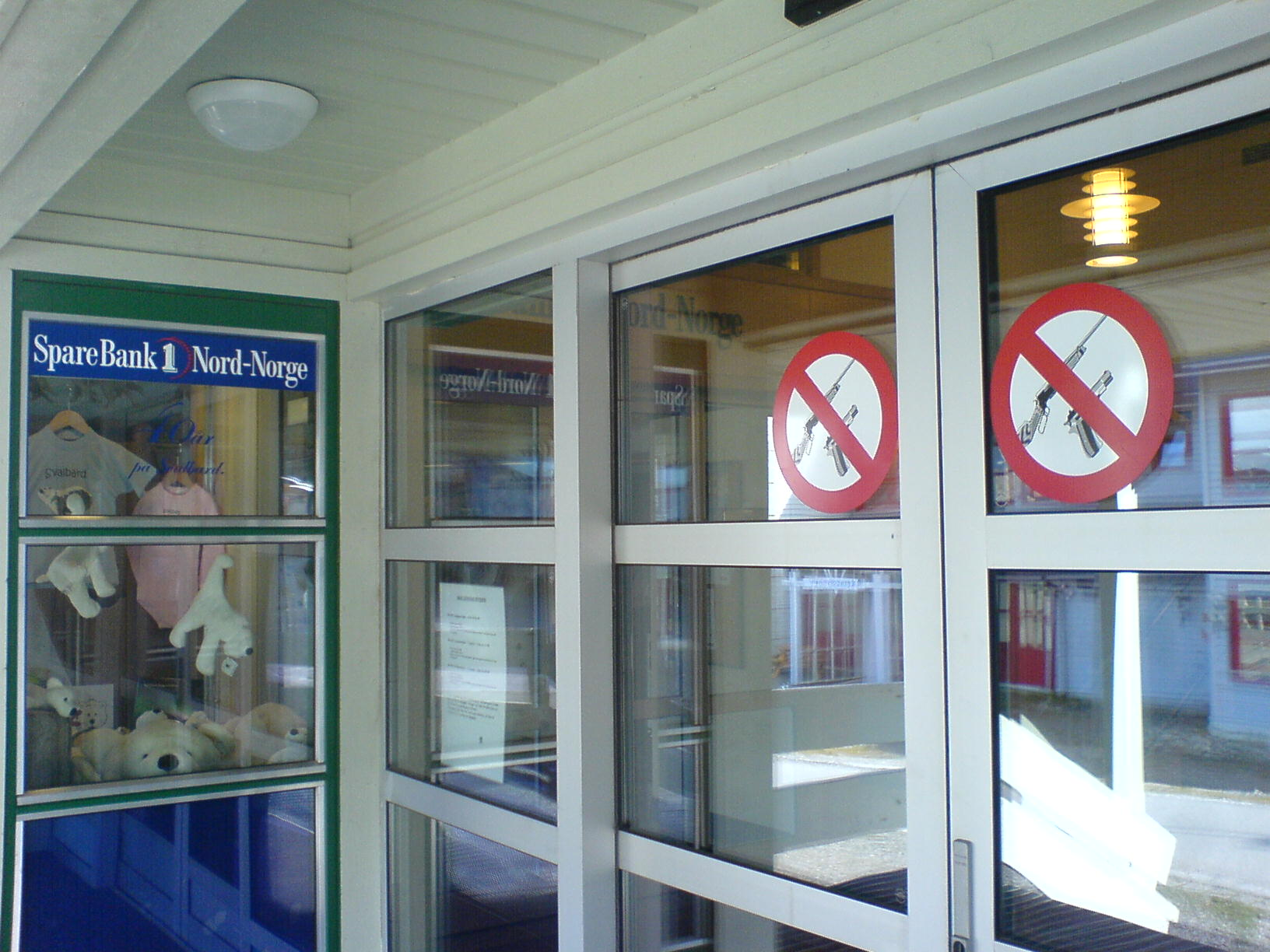
Wegen der Eisbären darf die Stadt nur mit einer Waffe verlassen werden. Schilder machen hier jedoch darauf aufmerksam, dass das Tragen von Waffen in der Bank nicht gestattet ist.

Wie bereits unter Demografie erwähnt, war Longyearbyen ursprünglich eine von Männern dominierte Minenarbeitersiedlung. Von den 141 Arbeitern im Winter 1916/1917 waren nur zwölf Frauen, die meisten hatten ihre Familien auf dem norwegischen Festland zurückgelassen. Bis in die 1930er Jahre hinein stieg dann der Frauenanteil zwar etwas, allerdings waren auch sie alle Angestellte der Store Norske Spitsbergen Kulkompani und weiterhin in deutlicher Unterzahl. Die Firma kontrollierte dann auch Hausbau, Nachschub und Kommunikationsmittel, da Longyearbyen eben eine „Baustelle“ und nicht eine normale Stadt war.
Erst in den 1960er Jahren nahm der Einfluss der Minengesellschaft langsam ab und die Gesellschaft von Longyearbyen entwickelte sich in Richtung eines Dorfes. Die Store Norske war jetzt vollständig in staatlichen Besitz übergegangen, womit die Stadt jetzt in den Einfluss der Politik geriet und nicht mehr nur geschäftlichen Interessen zu dienen hatte. Die Regierung nahm die Zügel in die Hand und betrachtete es als ihre Aufgabe, eine Familien- und Gesellschaftspolitik wie im restlichen Norwegen auch in Longyearbyen zu betreiben. Das Investitionsbudget vervielfachte sich dann auch in den nachfolgenden Jahren. Longyearbyen wurde zu einem ordentlichen Dorf, vergleichbar mit ähnlich großen Dörfern auf dem norwegischen Festland.
Auch die staatliche Minengesellschaft wandelte sich, obwohl ihr nach wie vor große Teile des Landes und insbesondere von Longyearbyen gehören. Sie beschäftigte die Arbeiter nicht mehr nur saisonal, dafür waren ihre Angestellten auch nicht mehr Beamte. Auch andere Firmen wurden nun ansässig, insbesondere für den Tourismus.

## Longyearbyens Stadtbild

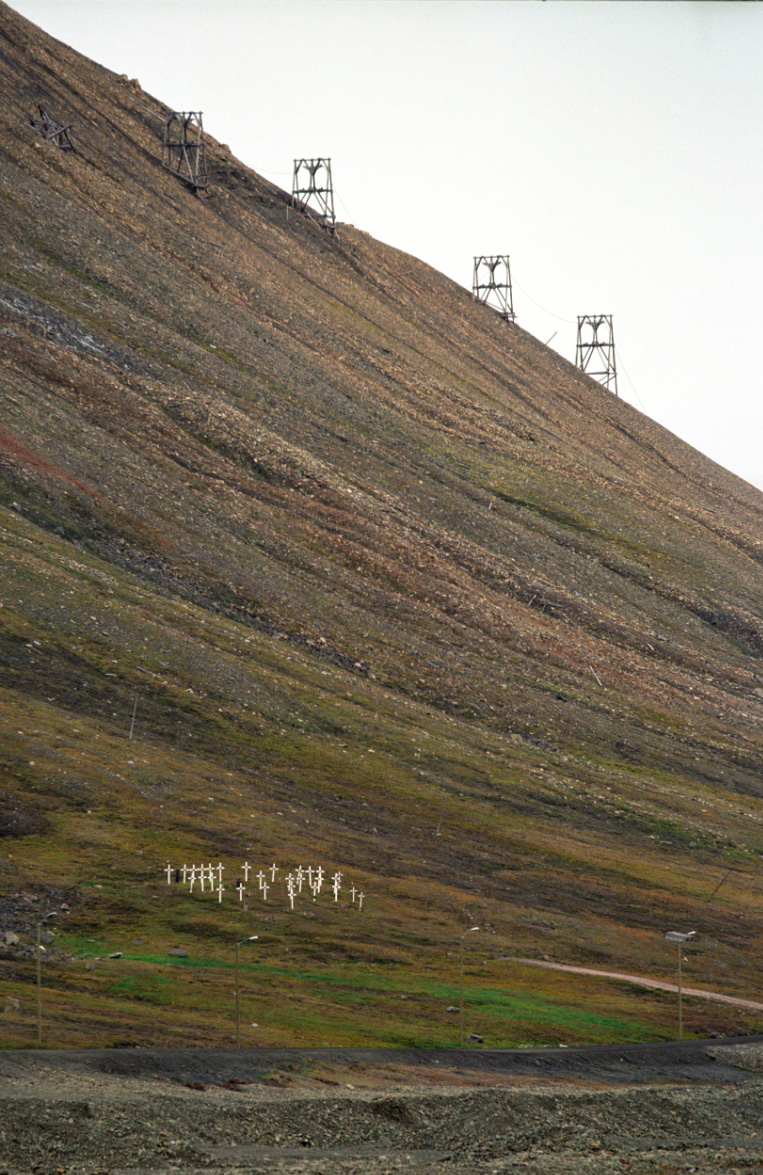
Masten der Grubenseilbahnen vor Mine 1 am Berghang des Longyeardalen

Inzwischen ist von der ehemals dominierenden Minenarbeit nicht mehr viel zu sehen, hauptsächlich weil Mine 7 deutlich außerhalb der Ortschaft liegt. Sichtbar blieben die Überreste der alten Grubenbahnen und der teilweise schwarz gefärbte Untergrund. Noch immer lebt rund die Hälfte der Einwohner direkt oder indirekt vom Bergbau. Übrig geblieben ist ein Brauch aus der Bergbauzeit: Da die Minenarbeiter oft sehr staubig und dreckig wurden, zogen sie ihre Schuhe am Eingang der Häuser aus. Es wird erwartet, dass der Besucher im Eingangsbereich eines Hauses seine Schuhe auszieht und die Häuser mit Hausschuhen oder in Socken betritt. Das gilt auch für Museen, Hotels und Schulhäuser (ausgenommen Einkaufszentren).
Die zwei anderen wichtigen Wirtschaftsfaktoren für die Ortschaft sind der Tourismus und die Forschung.
Alle Bauten, Überreste und Minenanlagen, die vor 1945 errichtet wurden (also alles, was den Angriff während des Zweiten Weltkriegs überstand), unterstehen dem Denkmalschutz.
Das Stadtbild von Longyearbyen wird durch die unter Schutz stehenden alten Grubenseilbahnen geprägt. Die Holzmasten dieser Seilbahnen verlaufen an den Hängen der Hügel rund um die Ortschaft sowie teilweise mitten hindurch. Sie sind jedoch seit längerem nicht mehr in Betrieb und sind teilweise zerfallen. Wegen der Permafrostböden sind sämtliche Häuser auf Holz- oder Betonpfählen errichtet. Auch die Wasserleitungen verlaufen oberirdisch.
Jährlich findet hier im Juni mit dem Spitzbergen-Marathon der nördlichste Marathonlauf der Welt statt.
Über mehr als ein Jahrzehnt wurde in den 1990er Jahren am ehemaligen Flugplatz im Adventdalen vom nördlichsten Fallschirmsportclub der Welt mit einem kleinen Flugzeug Fallschirmspringen betrieben.
Unter den verhältnismäßig zahlreichen kulturellen Angeboten hebt sich darüber hinaus etwa Anfang Februar jeden Jahres PolarJazz, das nördlichste Jazzfestival der Welt, ab. Dazu findet am 15. Februar, dem ersten Tag des Jahres, an dem die Sonne im Dorf sichtbar wird, ein Fest statt.

## Zeittafel
- 1901 – John M. Longyear besucht zum ersten Mal Svalbard
- 1904 – John M. Longyear und sein Geschäftspartner Frederic Ayer erwerben die Trondhjem Spitsbergen Coal Company
- 1905 – Erste Probebohrungen im Adventdalen
- 1906 – Longyear City, auch als „Das Lager“ bekannt, wird errichtet – das erste Jahr mit Überwinterung
- 1906 – Die Mine 1 wird eröffnet
- 1918 – Sieben Grubenarbeiter sterben an der Spanischen Grippe(?)
- 1920 – 26 Personen sterben bei einer Kohlenstaubexplosion in Mine 1
- 1920 – Ein Priester wird mit dem Unterricht von Schulkindern beauftragt
- 1921 – Die erste Kirche wird eingeweiht
- 1925 – Johannes Gerckens Bassøe wird zum ersten Sysselmannen Svalbards gewählt
- 1941 – Alle Personen von Svalbard evakuiert
- 1942 – Wiederbesetzung Svalbards (Operation Fritham)
- 1943 – Das Schlachtschiff Scharnhorst und zwei deutsche Zerstörer greifen Longyearbyen an und zerstören es weitgehend
- 1946 – Der Dorfteil Nybyen entsteht
- 1948 – Die erste Ausgabe des Svalbardposten erscheint als Wandanschlag
- 1949 – Telefonverbindungen zum Festland
- 1952 – Sechs Tote bei einem Grubenunglück in Mine 2
- 1958 – Mine 1 wird geschlossen
- 1959 – Das erste Zivilflugzeug landet im Adventdalen
- 1965 – Erster Kindergarten eröffnet
- 1971 – Der erste Svalbardrat nimmt die Arbeit auf
- 1971 – Der Kohleabbau in Mine 3 beginnt
- 1975 – Offizielle Eröffnung des ersten ganzjährigen Flughafens auf Svalbard
- 1976 – Der norwegische Staat übernimmt die Store Norske Spitsbergen Kulkompani
- 1978 – Satellitenverbindungen zum Festland
- 1981 – Erste Selbstwähl-Telefonverbindungen zum Festland
- 1981 – Das Svalbard-Parlament nimmt die Arbeit auf
- 1982 – Der Staat übernimmt Spital und Gesundheitspflege
- 1984 – Erste Fernsehrundfunksendungen
- 1995 – Eigenes Bevölkerungsregister für Svalbard
- 1996 – EISCAT-Station eröffnet
- 1996 – Die Arbeit in Grube 3 wird eingestellt, da sie erschöpft ist
- 2002 – Longyearbyen Gemeindeverwaltung wird eingerichtet
- 2003 – Glasfaserkabel zum Festland verlegt
- 2006 – Eröffnung des Svalbard-Forschungszentrums
- 2007 – Neues Flughafenterminal eingeweiht
- 2008 – Ein Erdbeben der Stärke 6,2 erschüttert Longyearbyen am 21. Februar. Das Epizentrum liegt etwa 100 km südlich.
- 2015 – Eine vom Sukkertoppen abgehende Schneelawine begräbt am 19. Dezember mehrere Häuser und fordert zwei Todesopfer.